# Les Bijoux de la Castafiore
Vous lisez un « article de qualité » labellisé en 2021.
Pour les articles homonymes, voir Castafiore.
Les Bijoux de la Castafiore est le vingt-et-unième album de la série de bande dessinée Les Aventures de Tintin, créée par le dessinateur belge Hergé. L'histoire est d'abord pré-publiée du 4 juillet 1961 au 13 septembre 1962 dans les pages du journal Tintin, avant d'être éditée en album de soixante-deux planches aux éditions Casterman en 1963. Les Bijoux de la Castafiore, qui se déroule uniquement au château de Moulinsart et ses alentours, est le seul album de la série qui possède une unité de lieu, mais également le deuxième de la série, après Le Secret de La Licorne, où les personnages ne voyagent pas.
Album déroutant, Les Bijoux de la Castafiore est une œuvre à part dans l'univers de Tintin. Trois ans après Tintin au Tibet, considéré comme son album le plus personnel, Hergé poursuit sa remise en question des codes de la bande dessinée. Conçue comme une « vague intrigue policière », selon ses propres mots, cette anti-aventure se compose d'une série de trompe-l'œil et de faux indices. Les personnages de cette vaste comédie sont tour à tour suspectés d'un vol de bijoux qui, finalement, n'en est pas un. Dans cette histoire où l'action et l'aventure sont absentes, le lecteur est pourtant tenu en haleine par les nombreux rebondissements et chausse-trapes que glisse l'auteur.
Le langage figure au centre de cette « histoire de fous », comme la qualifie Pierre Assouline, alors que les quiproquos, lapsus et malentendus s'enchaînent et contribuent au brouillage de l'intrigue autant qu'ils la font avancer. L'humour est aussi omniprésent dans cet album considéré comme « le sommet insurpassable du comique hergéen » par Thierry Groensteen.
Tout au long de l'album, Hergé développe un certain nombre de thèmes, comme la peur de l'étranger à laquelle s'opposent Tintin et le capitaine Haddock en portant assistance à un groupe de Tziganes envers et contre tous les préjugés, ou encore le concept de bonne distance entre les individus développé un siècle auparavant par le philosophe Arthur Schopenhauer. L'histoire renferme également de nombreux messages érotiques cachés qui renforcent l'ambiguïté des relations entre le capitaine et la Castafiore.
L'album signe également l'entrée de Tintin dans l'ère médiatique et témoigne du regard critique que porte l'auteur sur cet univers. Tandis que Moulinsart accueille le tournage d'une émission de télévision, les essais d'un modèle de téléviseur en couleurs mis au point par le professeur Tournesol s'avèrent infructueux et le dessinateur, à travers les reportages de la presse people, dénonce une forme de journalisme donnant la priorité au scoop plutôt qu'à la vérité. L'abondance des médias et leur place grandissante dans la société sont donc transposées dans un album qui interroge le lecteur sur sa perception du réel, tout autant qu'il révèle un certain désenchantement de l'auteur par rapport à son personnage et au monde qui l'entoure.
Selon Benoît Peeters, Les Bijoux de la Castafiore est pour Hergé son chant du cygne et son dernier chef-d'œuvre. Succès critique plus que populaire, il n'en demeure pas moins l'album le plus traduit de la série, notamment en langues régionales. Il a en outre fait l'objet de nombreuses adaptations, que ce soit à la radio, au théâtre ou à l'opéra.

## L'histoire

### Résumé

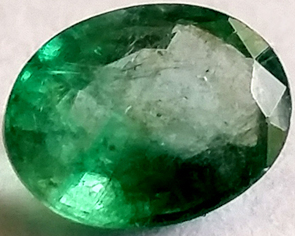
Une émeraude semblable à celle « volée » à la Castafiore.

En promenade dans la campagne autour de Moulinsart, Tintin et le capitaine Haddock font la connaissance d'un groupe de Tziganes contraints d'établir leur camp dans une décharge d'immondices. Indigné, Haddock les invite à s'installer dans un pâturage au bord de la rivière, près du château. De retour dans leur salon, Tintin et Haddock reçoivent un télégramme de la célèbre cantatrice Bianca Castafiore qui leur annonce son arrivée imminente. Dans sa tentative précipitée de fuir l'arrivée de « ce cyclone ambulant », le capitaine glisse sur une marche cassée depuis plusieurs jours : victime d'une entorse, il est contraint de rester chez lui. À la suite du médecin, la Castafiore fait son entrée, accompagnée de sa camériste Irma et de son pianiste Igor Wagner. Elle offre un perroquet au capitaine pour le remercier de son accueil.
La nouvelle locataire, qui craint en permanence le vol de ses bijoux, met rapidement le château sens dessus dessous. Bientôt, les journalistes Jean-Loup de la Batellerie et Walter Rizotto, du magazine Paris-Flash, effectuent un reportage sur le séjour de la cantatrice. À la suite d'un quiproquo avec le professeur Tournesol, ils croient deviner un projet de mariage entre la Castafiore et le capitaine, dont ils font leur une. D'autre part, un mystérieux photographe profite du tournage d'une émission de télévision consacrée à la cantatrice pour s'introduire au château. Tandis qu'une panne de courant plonge Moulinsart dans l'obscurité, Irma annonce à sa patronne que ses précieux bijoux ont disparu. Tintin soupçonne immédiatement le photographe, qu'il a vu s'enfuir, mais la Castafiore retrouve les bijoux qu'elle avait distraitement égarés.

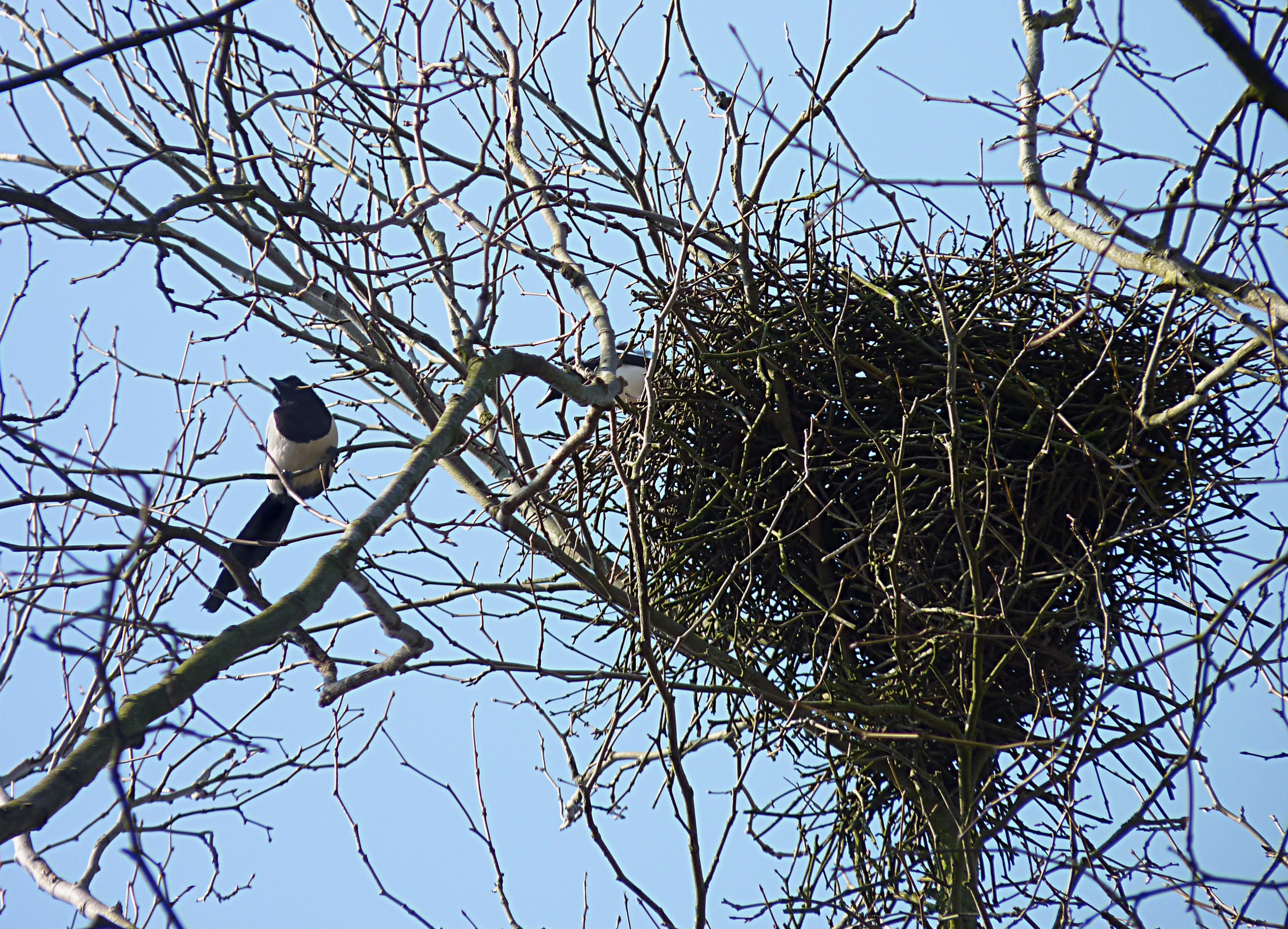
C'est dans le nid d'une pie que Tintin retrouve finalement le bijou.

Une semaine plus tard, la parution du magazine italien Tempo di Roma révèle le véritable but du photographe : il s'agissait de réaliser un reportage sur la diva, à son insu. Puis survient le vol d'une émeraude de grande valeur appartenant à la cantatrice. Les policiers Dupond et Dupont enquêtent sur l'affaire et accusent tour à tour le domestique Nestor, la camériste Irma, puis les Tziganes qui campent autour du château.
Finalement, après une succession de fausses pistes et de péripéties, puis le départ de la Castafiore, le mystère est résolu par Tintin : la lecture d'un article évoquant La gazza ladra, l'opéra de Rossini que part jouer la cantatrice à Milan, le conduit à explorer le nid d'une pie dans lequel il retrouve le fameux bijou. Une fois l'émeraude retrouvée, Dupont et Dupond partent en Italie rapporter le bijou à la cantatrice. L'histoire se termine par une nouvelle chute de Haddock dans les escaliers, alors que le marbrier, qui a enfin trouvé le temps d'intervenir, vient juste de réparer la marche... hélas, pour rien !

### Personnages et lieux visités
Les Bijoux de la Castafiore est le seul album qui possède une unité de lieu en se déroulant uniquement au château de Moulinsart et dans ses alentours,, et, après Le Secret de La Licorne, le second de la série où Tintin ne voyage pas dans un autre pays
.
Outre les locataires habituels du lieu, qui sont aussi les personnages principaux de la série, c'est-à-dire Tintin, Milou, le capitaine Haddock, le professeur Tournesol et le majordome Nestor, de nombreux personnages s'y invitent. Plusieurs d'entre eux sont récurrents dans la série, comme les deux policiers Dupond et Dupont. Absents de l'album précédent, Tintin au Tibet, ils effectuent leur retour et se distinguent par un nombre de lapsus inégalé dans la série. Bianca Castafiore, déjà rencontrée dans Le Sceptre d'Ottokar, Les Sept Boules de cristal, L'Affaire Tournesol puis Coke en stock, joue cette fois un rôle central dans l'intrigue. Elle est accompagnée de sa camériste, Irma, et de son pianiste, Igor Wagner. L'assureur Séraphin Lampion, présent depuis L'Affaire Tournesol, fait une apparition remarquée en cherchant à assurer, en vain, les fameux bijoux de la cantatrice, mais en suscitant comme toujours l'exaspération de ses interlocuteurs.

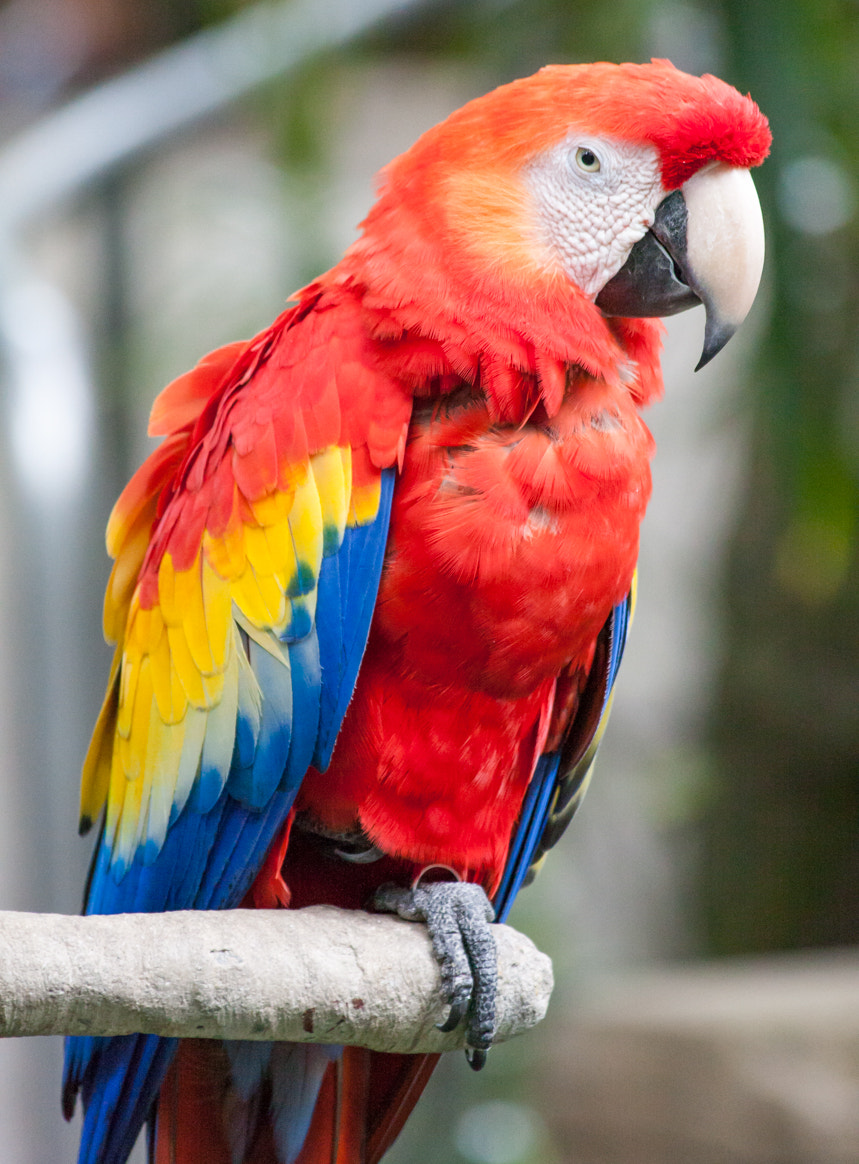
Un ara rouge semblable à Coco, le nouveau compagnon du capitaine.

D'autres personnages font leur première apparition. C'est le cas du marbrier Isidore Boullu, dont le capitaine attend désespérément l'intervention pour réparer la marche cassée de l'escalier d'honneur du château, et qui est aussi membre de la fanfare de Moulinsart. Les journalistes Jean-Loup de la Batellerie et Walter Rizotto effectuent un reportage à Moulinsart pour le compte du magazine Paris-Flash, tandis que Gino, un paparazzi, en fait de même pour le Tempo di Roma sans y avoir été autorisé. Plusieurs membres d'une équipe de télévision interviennent mais tous ne sont pas nommés. Il en est de même pour les Tziganes que Tintin et le capitaine rencontrent au début de l'album : seuls la petite Miarka et son oncle Matéo sont nommés.
Enfin le perroquet Coco, que la cantatrice offre au capitaine pour le remercier de son accueil, est un élément essentiel du récit. Ses nombreuses apparitions dans l'album sont marquées d'autant de nuances dans son expression, presque humaine, celle-ci convenant toujours à la situation.

## Création de l'œuvre

### Contexte d'écriture

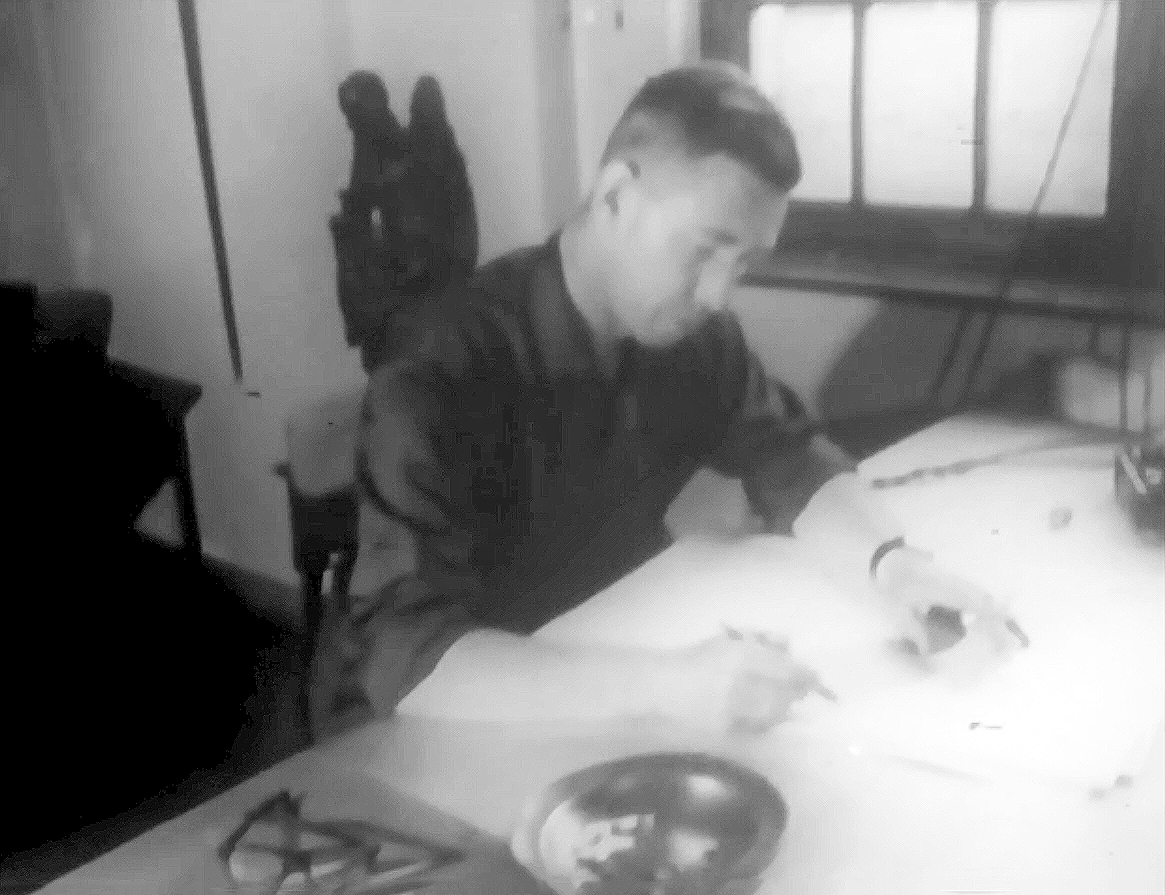
Hergé travaillant sur une planche des Bijoux de la Castafiore sur sa table à dessin, en 1962, dans sa maison de Céroux-Mousty.

Au début de l'année 1960, Hergé vient d'achever Tintin au Tibet, son album le plus personnel. Il a surtout vaincu ses démons intérieurs à travers cette aventure qui lui a permis de s'extirper du profond syndrome dépressif et de la crise morale dans lesquels il se trouvait enfermé et qui affectaient son travail,. Dans le même temps, il officialise sa rupture avec sa première femme, Germaine Kieckens, et choisit de s'installer avec sa jeune coloriste, Fanny Vlamynck, avec qui il entretient une relation depuis quatre années.
L'inspiration lui fait pourtant défaut. Il confie à l'un des membres de son équipe, Michel Greg, de travailler à un scénario à partir d'un article de Philippe Labro, « La Peur qui vient du futur », paru en décembre 1957 dans Marie France et qui relate l'histoire de deux familles américaines devenues radioactives après avoir brisé accidentellement une pilule. Michel Greg développe deux adaptations autour de ce thème, Les Pilules puis Tintin et le Thermozéro dont Hergé réalise quelques esquisses mais qu'il préfère abandonner.
Le dessinateur écrit alors les premières notes préparatoires d'une nouvelle aventure, Les Bijoux de la Castafiore, à la fin de l'année 1960. Au sein des Studios Hergé, les collaborateurs du dessinateur se divisent sur l'orientation qu'il doit donner à ce nouvel épisode. Si Jacques Martin considère qu'il doit s'inscrire dans la tradition des Aventures de Tintin, en offrant un mélange de gags et de suspense, le secrétaire Baudoin van den Branden évoque l'idée d'un album qui respecterait la règle des trois unités du théâtre classique, à savoir une unité de temps, de lieu et d'action. Immédiatement séduit par cette idée, Hergé commence à imaginer une histoire où les personnages ne quitteraient pas le château de Moulinsart.

### Sources et inspirations

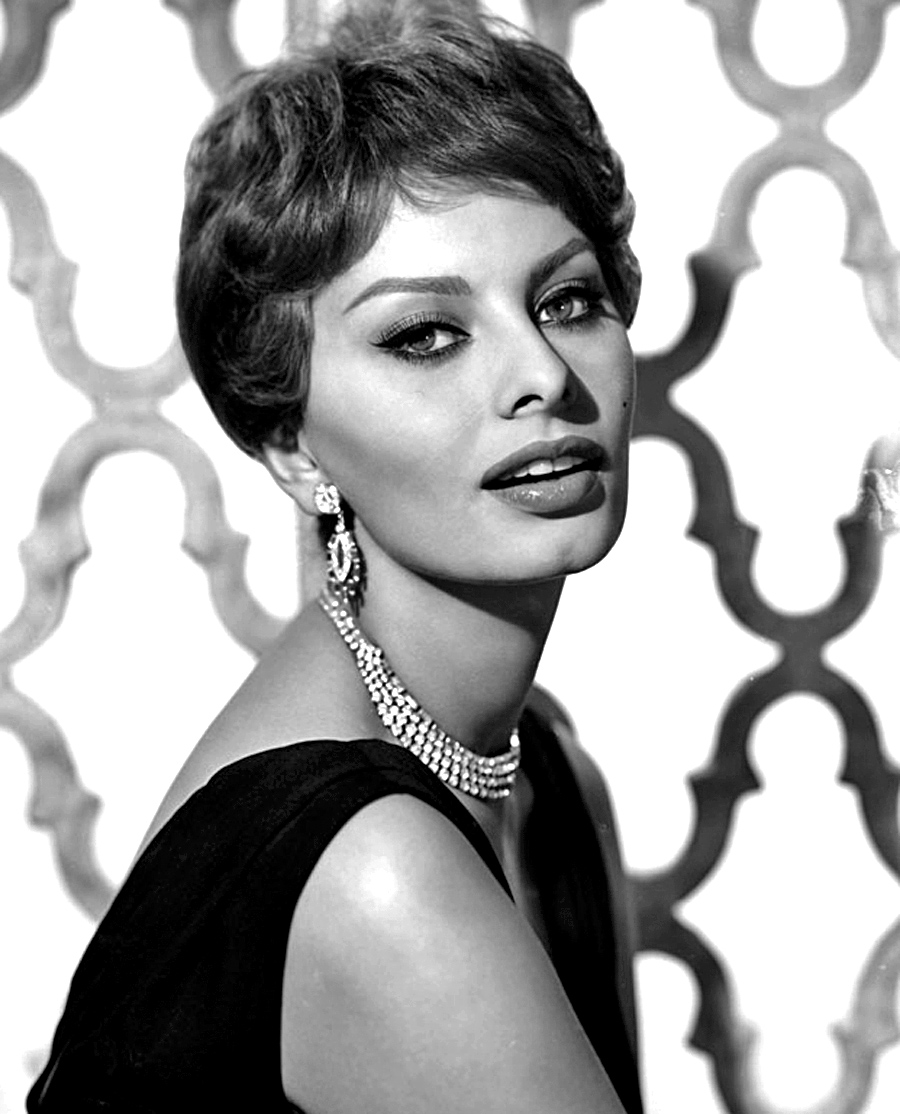
Sophia Loren en 1959.

L'intrigue principale de l'album s'inspire d'un fait divers survenu en 1960, le vol de bijoux appartenant à l'actrice Sophia Loren lors du tournage du film Les Dessous de la millionnaire, d'Anthony Asquith. Par ailleurs, une anecdote rapportée par le photographe Willy Rizzo concernant l'un de ses reportages à Milan, au tout début des années 1960, chez la diva Maria Callas, a permis à Hergé de développer son scénario. Au cours de la séance, la cantatrice crie au vol de son émeraude. Willy Rizzo et son assistant sont alors un temps suspectés, avant que le bijou ne soit finalement retrouvé. Le vol des bijoux de la Bégum, sur la côte d'Azur en 1949, est également cité comme inspiration, l'épouse de l'Aga Khan III s'étant exclamée : « Ciel, mes bijoux ! »,.
Pour le reste, de nombreux éléments du scénario renvoient à des évènements déplaisants qu'Hergé a vécus les années précédentes. À travers la lenteur du marbrier Boullu, et les reports répétés de son intervention pour réparer la marche brisée, le dessinateur évoque les travaux interminables qu'il a connus lors de l'achat de sa propriété de Céroux-Mousty dix années plus tôt. De même, l'immobilisation du capitaine à cause de son entorse s'inspire des longues semaines de convalescence en fauteuil roulant de sa première femme, Germaine, grièvement blessée dans leur accident de la route en 1952. D'ailleurs, Benoît Peeters voit dans le projet de mariage insensé entre le capitaine et la Castafiore un écho du divorce auquel Hergé a longtemps refusé de se résoudre. L'épisode comique de la fanfare de Moulinsart, dont les musiciens repartent complètement ivres, est tiré lui aussi d'un épisode vécu : quelques années plus tôt, les musiciens de la fanfare locale de Céroux-Mousty, venus jouer une aubade sous les fenêtres du dessinateur, l'avaient quitté quelque peu éméchés au cri de « Vive Spirou ! ». Enfin, un portrait extravagant et truffé d'erreurs que l'hebdomadaire Paris Match lui consacre en septembre 1958 inspire à Hergé les nombreuses inexactitudes du numéro de Paris-Flash cité dans cet album.
Du fait que l'intrigue soit centrée sur le château de Moulinsart, le travail de documentation effectué par Hergé est moins important que pour les autres albums. Il doit cependant étudier scrupuleusement l'intérieur du château de Cheverny, qui inspire celui de Moulinsart depuis sa première apparition dans Le Secret de La Licorne, car jusqu'à cette nouvelle aventure, le dessinateur n'en avait jamais conçu de plan intérieur, ce qui pouvait conduire à quelques incohérences dans le volume et l'agencement des pièces.
D'autre part, le dessinateur recueille un certain nombre de conseils ainsi qu'une documentation iconographique sur les Roms auprès du professeur Frans de Ville et du père Rupert, alors aumônier des Tziganes en Belgique,.

### Clins d'œil et références culturelles

Le magazine Paris Match inspire le Paris-Flash d'Hergé.

Une case montre Tintin et le capitaine Haddock lisant dans le salon. Ce dernier semble consulter un ouvrage en rapport avec son ancien métier, comme le montre l'ancre de marine en quatrième de couverture, tandis que Tintin est plongé dans la lecture de L'Île au trésor, le roman de Robert Louis Stevenson. C'est d'ailleurs la seule fois de la série que le héros est représenté lisant une œuvre de fiction. Une autre référence culturelle apparaît dans la 37e planche : le capitaine Haddock demande aux Dupondt, qui arrivent après le vol de l'émeraude, s'ils ont fait leur « service militaire aux carabiniers d'Offenbach ». Il fait ainsi référence à l'opéra bouffe Les Brigands, de Jacques Offenbach, dans lequel on peut entendre : « Nous sommes les carabiniers, / La sécurité des foyers ; / Mais, par un malheureux hasard, / Au secours des particuliers / Nous arrivons toujours trop tard. » Une référence que ne peuvent saisir les Dupondt, en raison de leur inculture.
Hergé glisse également des références aux médias de son époque. Les personnages de Jean-Loup de la Batellerie et Walter Rizotto sont directement inspirés du duo de journalistes et grands reporters travaillant alors pour Paris Match, Philippe de Baleine et Willy Rizzo,. D'ailleurs, le prénom de Walter Rizotto est probablement emprunté au journaliste Walter Carone, tandis que le magazine Paris-Flash, qui consacre un reportage au prétendu mariage de la Castafiore et du capitaine, est une parodie de Paris Match. Le nom du magazine italien Tempo di Roma est emprunté au titre d'un roman d'Alexis Curvers, paru en 1957. De même, l'émission que le professeur Tournesol propose à ses amis de découvrir grâce à son téléviseur « Supercolor-Tryphonar » s'intitule « Cinq millions à la Une », il s'agit d'une imitation de l'émission bien connue de l'époque, Cinq colonnes à la une, diffusée sur la RTF. Enfin, le personnage d'André, technicien de l'équipe de télévision qui s'invite à Moulinsart, ressemble physiquement à Jacques Cogniaux, un cadreur de l'époque pour la RTBF.
Par ailleurs, plusieurs modèles de voitures réelles sont représentés dans l'album. Comme dans L'Affaire Tournesol, les Dupondt se rendent à Moulinsart à bord de leur Citroën 2 CV. Un autre véhicule de la même marque est représenté : l'Ami 6, conduite par le médecin qui vient soigner l'entorse du capitaine. Si le lecteur ne sait pas par quels moyens la Castafiore et ses accompagnateurs sont arrivés au château, il les voit le quitter à bord d'une Peugeot 403. Enfin, les paparazzis qui cherchent à photographier la cantatrice circulent en Alfa Romeo Giulietta.

Véhicules dessinés dans Les Bijoux de la Castafiore.
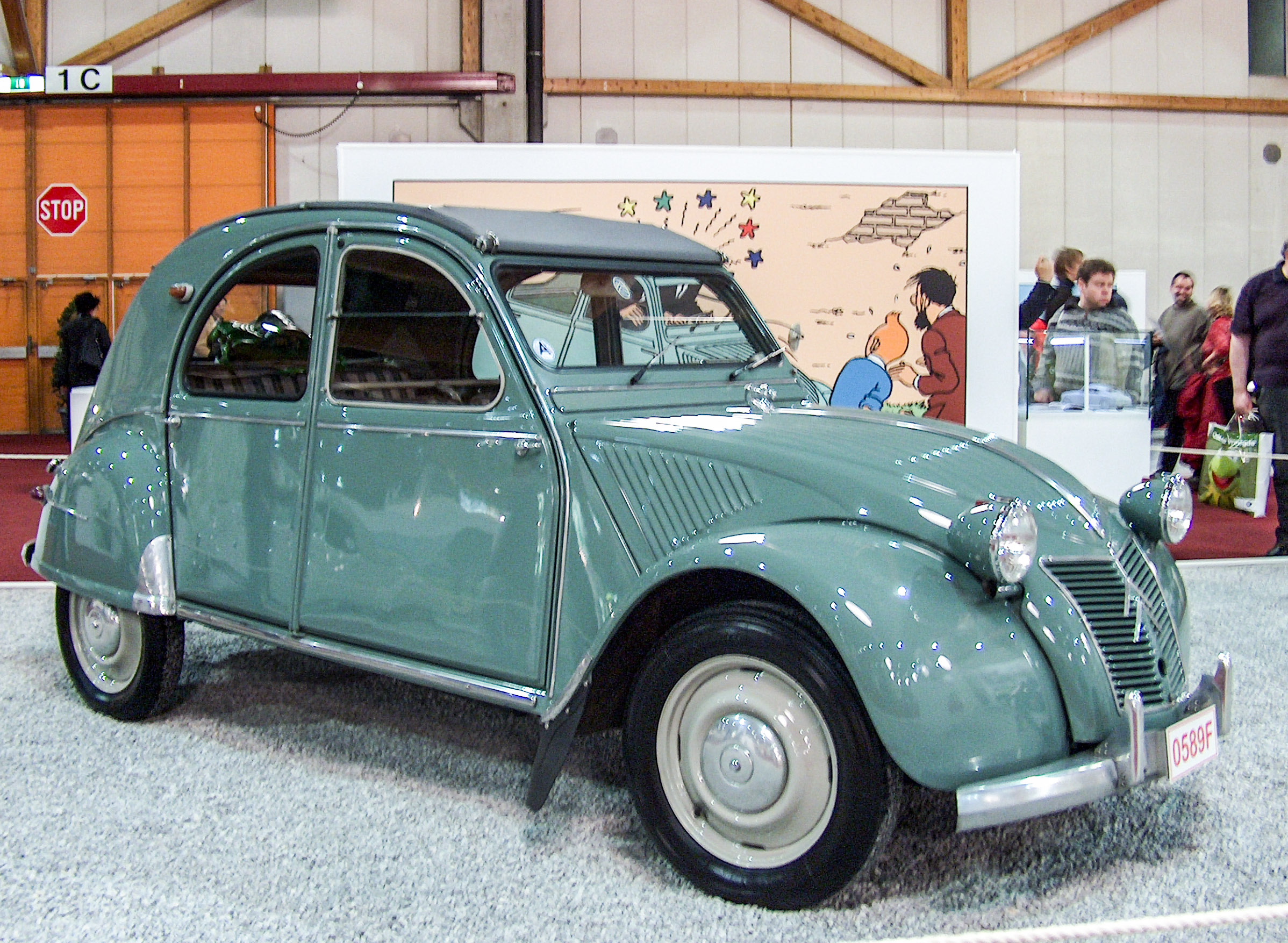
La Citroën 2 CV des Dupondt.
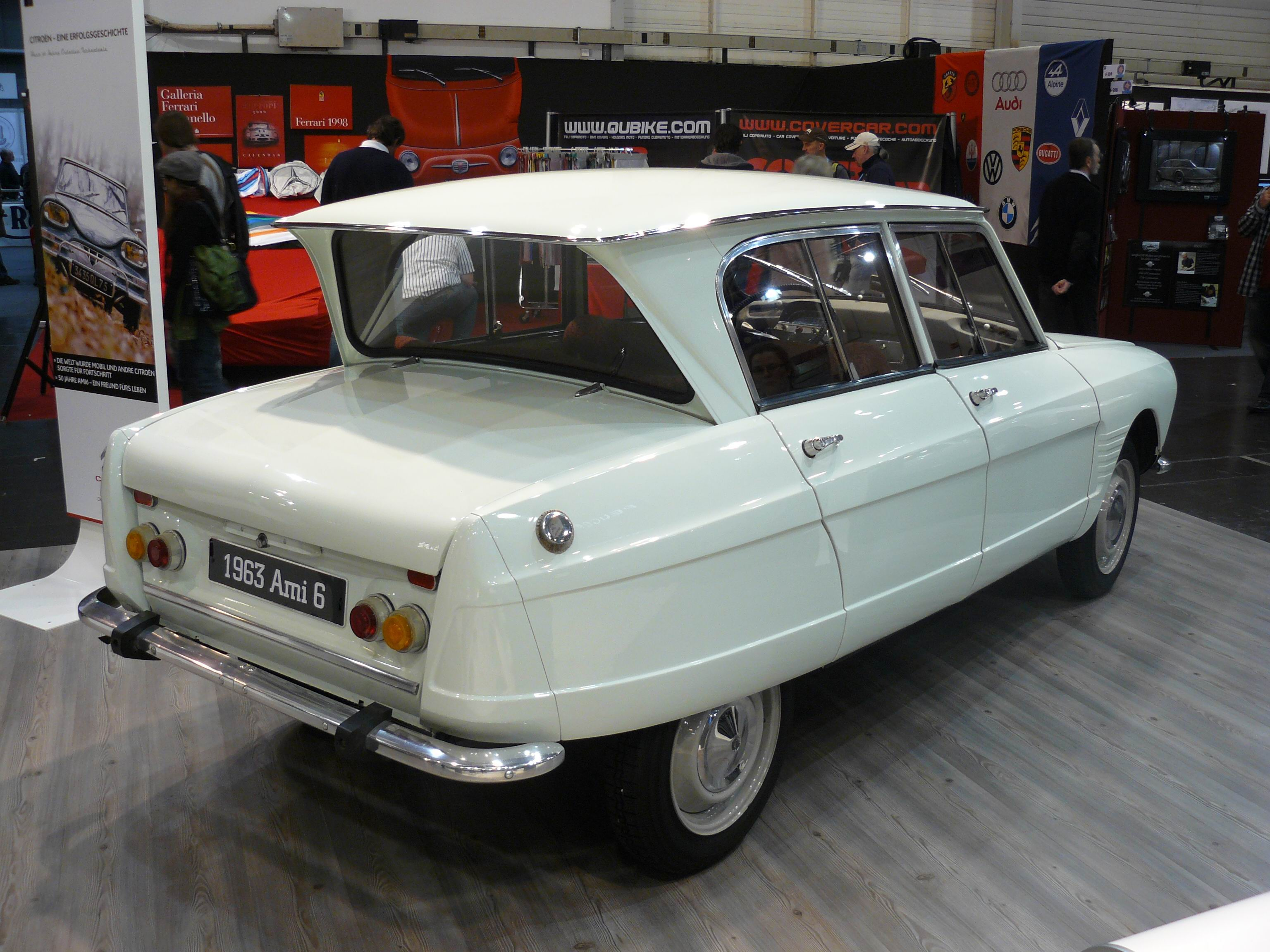
La Citroën Ami 6 du médecin.
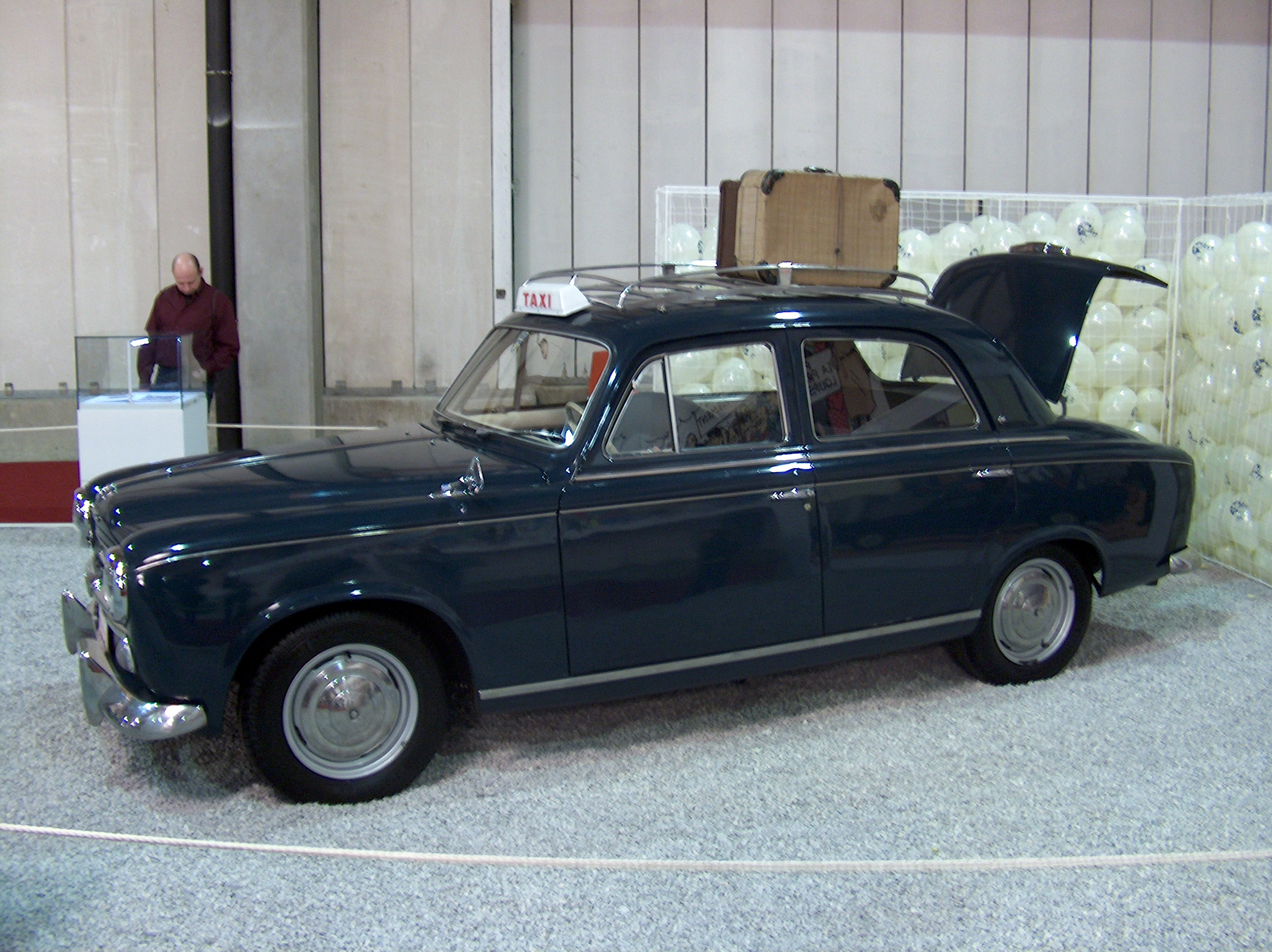
La Peugeot 403 dans laquelle la Castafiore quitte le château.

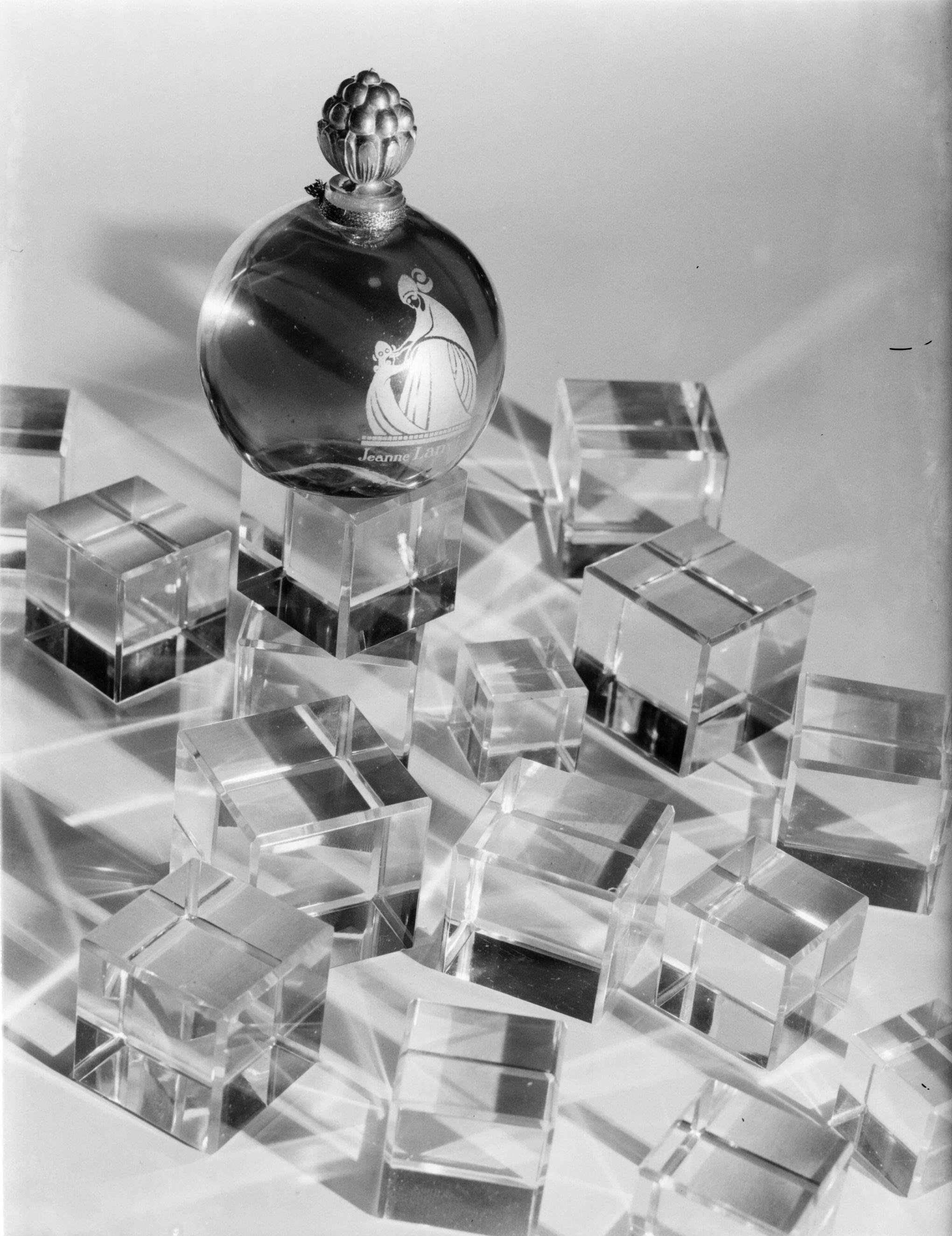
Un flacon d'Arpège.

Deux références à l'univers de la mode se glissent dans l'album. En promenade dans le parc du château, Bianca Castafiore brise le collier qu'elle porte, conçu par Tristan Bior, un nom parodique de celui du grand couturier français Christian Dior. Plus loin, quand Tintin examine la chambre de la Castafiore après le vol de son émeraude, un flacon du parfum Arpège de Lanvin est représenté sur la coiffeuse de la cantatrice.
Enfin, Hergé glisse une référence à l'une de ses œuvres dans le nom d'un des fiancés prétendus de la Castafiore. Le maharadjah de Gopal, qui est évoqué, est un personnage de La Vallée des Cobras, le cinquième et dernier album des Aventures de Jo, Zette et Jocko.

## Parution et traductions

Les Bijoux de la Castafiore paraît d'abord dans les pages du journal Tintin, de 1961 à 1962.

Dans un premier temps, le titre original choisi par Hergé pour cette histoire est Ciel ! Mes bijoux !, mais cet intitulé est rejeté par l'éditeur Casterman pour des raisons commerciales. Plusieurs autres titres ont été également envisagés par l'auteur : L'Affaire Castafiore, Le Saphir de la Castafiore, ou encore Le Capitaine et le Rossignol. La prépublication des planches des Bijoux de la Castafiore commence le 4 juillet 1961 dans le journal Tintin, et s'achève le 4 septembre 1962, au rythme d'une planche par semaine. L'album est édité chez Casterman en 1963.
À l'instar des précédentes aventures, la prépublication et l'album ont bénéficié de deux colorisations distinctes. Par ailleurs, Hergé apporte dans l'album quelques modifications à la version parue dans Tintin : des phylactères changent de taille, des tableaux sont enlevés ou ajoutés aux murs du château, le système de fermeture des fenêtres est changé, de même que le sens d'ouverture de la porte d'entrée. De même, une case est divisée en deux, tandis que l'absence incohérente de la camériste Irma dans une autre case est corrigée. La photo de couverture du Tempo di Roma est modifiée, des nuages sont placés dans le ciel de la case du départ des Tziganes, et la danse de joie du capitaine à l'annonce du départ de la Castafiore n'est plus la même.
L'album est immédiatement traduit dans plusieurs langues puisqu'il est édité la même année au Royaume-Uni par Methuen, puis en Espagne l'année suivante aux éditions Juventud. Les Bijoux de la Castafiore est d'ailleurs l'album le plus traduit de la série, notamment en arabe en 1979 aux éditions Dar el Maaref, en norvégien en 1990, en turc en 1997, en persan en 2002, en suédois en 2005, en japonais en 2009 ou encore en vietnamien en 2015. Les traductions en langues régionales sont elles aussi très nombreuses. À l'occasion du soixantième anniversaire de la parution originale, les éditions Moulinsart publient en 2023 un album reprenant les planches — restaurées et recolorisées — de la prépublication dans Tintin, agrémenté d'un dossier sur la création de l'aventure.

## Analyse

### Structure narrative
« Voici des dessins pour aveugles et, pour les sourds, du bruit. »

— Michel Serres, Les bijoux distraits ou la cantatrice sauve, 1970.

#### Une«anti-aventure»
Les Bijoux de la Castafiore est un album déroutant, une aventure où « il ne se passe rien ou presque ». Dans cet opus, Hergé a souhaité poursuivre sa remise en question de la bande dessinée classique et déconcerter son lectorat, comme il l'a confié dans ses Entretiens avec Numa Sadoul quelques années plus tard : « L’histoire a mûri de la même façon que les autres, mais a évolué différemment, parce que j’ai pris un malin plaisir à dérouter le lecteur, à le tenir en haleine tout en me privant de la panoplie habituelle de la bande dessinée : pas de « mauvais », pas de véritable suspense, pas d’aventure au sens propre… Une vague intrigue policière dont la clé est fournie par une pie. N’importe quoi d’autre, d’ailleurs aurait fait l’affaire : ça n'avait pas d’importance ! Je voulais m’amuser en compagnie du lecteur pendant soixante-deux semaines, l’aiguiller sur de fausses pistes, susciter son intérêt pour des choses qui n’en valaient pas la peine, du moins aux yeux d’un amateur d’aventures palpitantes ». Il en résulte « une histoire de fous qui tient le lecteur en haleine sans évènements notables », selon le mot de Pierre Assouline.
Benoît Peeters, qui décrit l'album comme une « anti-aventure », où « l'histoire elle-même n'est qu'un trompe-l'œil », considère qu'Hergé a atteint son objectif puisqu'il propose « un renouvellement encore plus radical que celui de Tintin au Tibet, parvenant à réintroduire une forme de délire à l'intérieur du classicisme ». Il compare cette œuvre à « un étonnant mélange de vaudeville et de nouveau roman, une anti-bande dessinée légère et complexe à la fois ».
L'effervescence d'indices tient le lecteur en haleine et laisse planer un vague suspense, mais chaque porte ouverte de l'intrigue se referme aussitôt. Selon le philosophe Raphaël Enthoven, « la seule chose que raconte cet album infernal, c'est la constante victoire du hasard sur la providence ». Dans ce roman, qu'il compare au Jacques le Fataliste et son maître de Denis Diderot, « chaque fois qu'une piste se dessine, ou qu'un soupçon apparaît, il est immédiatement battu en brèche par le concours de circonstances qui, un instant, nous a donné l'illusion d'un sens. […] Chaque soupçon, chaque hypothèse est aussitôt contrarié. Toute coïncidence n'est qu'une coïncidence ». En somme, Les Bijoux de la Castafiore sont « un merveilleux antidote au complotisme », dans la mesure où « tout ce qui ressemble à une série causale dans cet album est immédiatement rendu au hasard ».
Si cette dimension semble déroutante pour les lecteurs avides d'aventures, elle a contribué au succès critique des Bijoux de la Castafiore, un album qui, comme le précédent, a attiré l'attention de nombreux universitaires qui lui ont consacré une étude, au premier rang desquels se trouvent le philosophe Michel Serres ou encore le sémiologue Pierre Fresnault-Deruelle. Ce dernier voit dans « cet opéra bouffe qui refuse longtemps de dire son nom » un bouleversement des habitudes de lecture d'un public que le dessinateur avait conditionné tout au long de ses Aventures. D'une part, il estime que le romanesque a cédé la place à la psychologie des personnages, et d'autre part, il considère que « le rabâchage et l'impuissance ont remplacé les gestes efficaces et l'action vivement expédiée », tandis que le voyage n'existe plus.

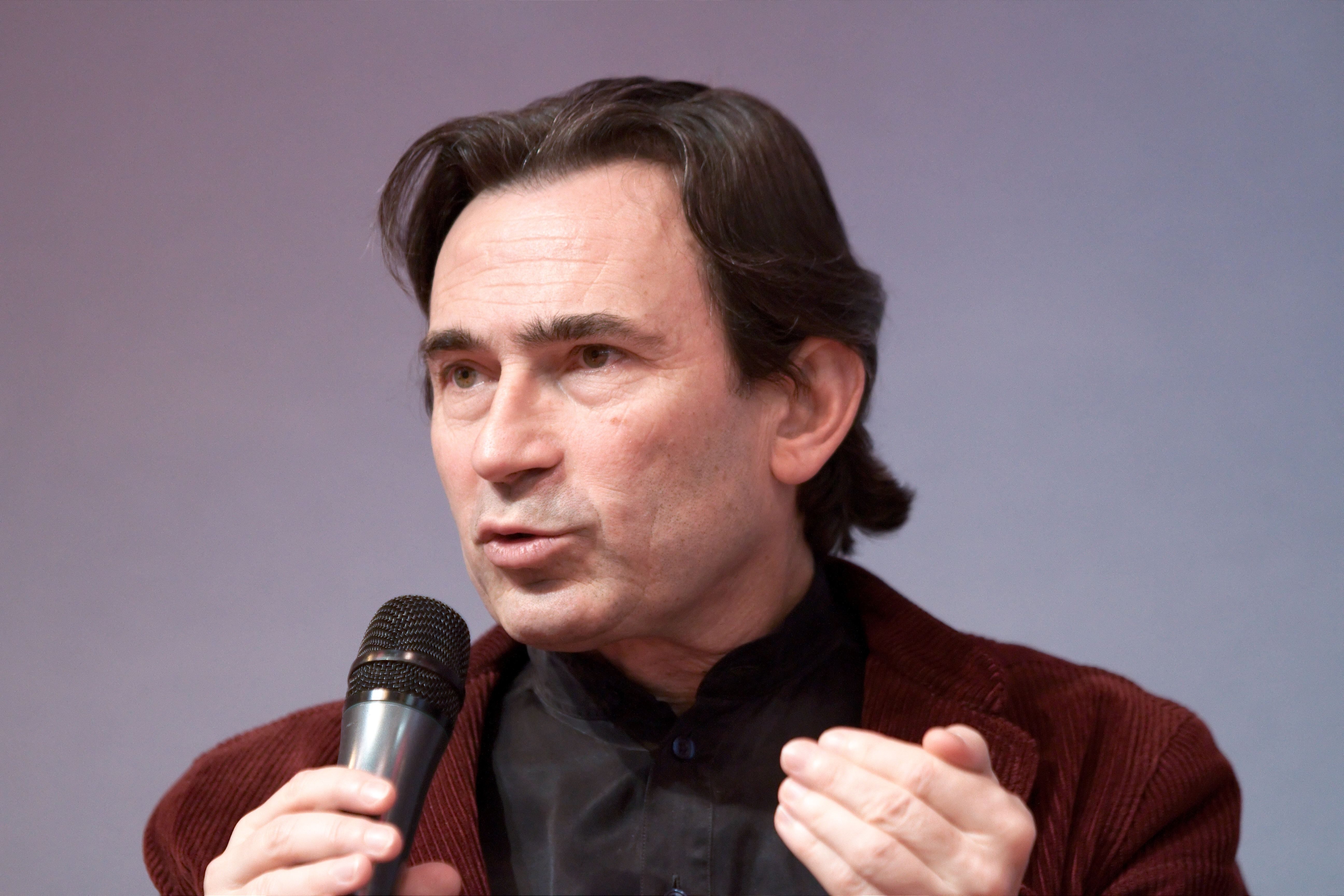
Benoît Peeters.
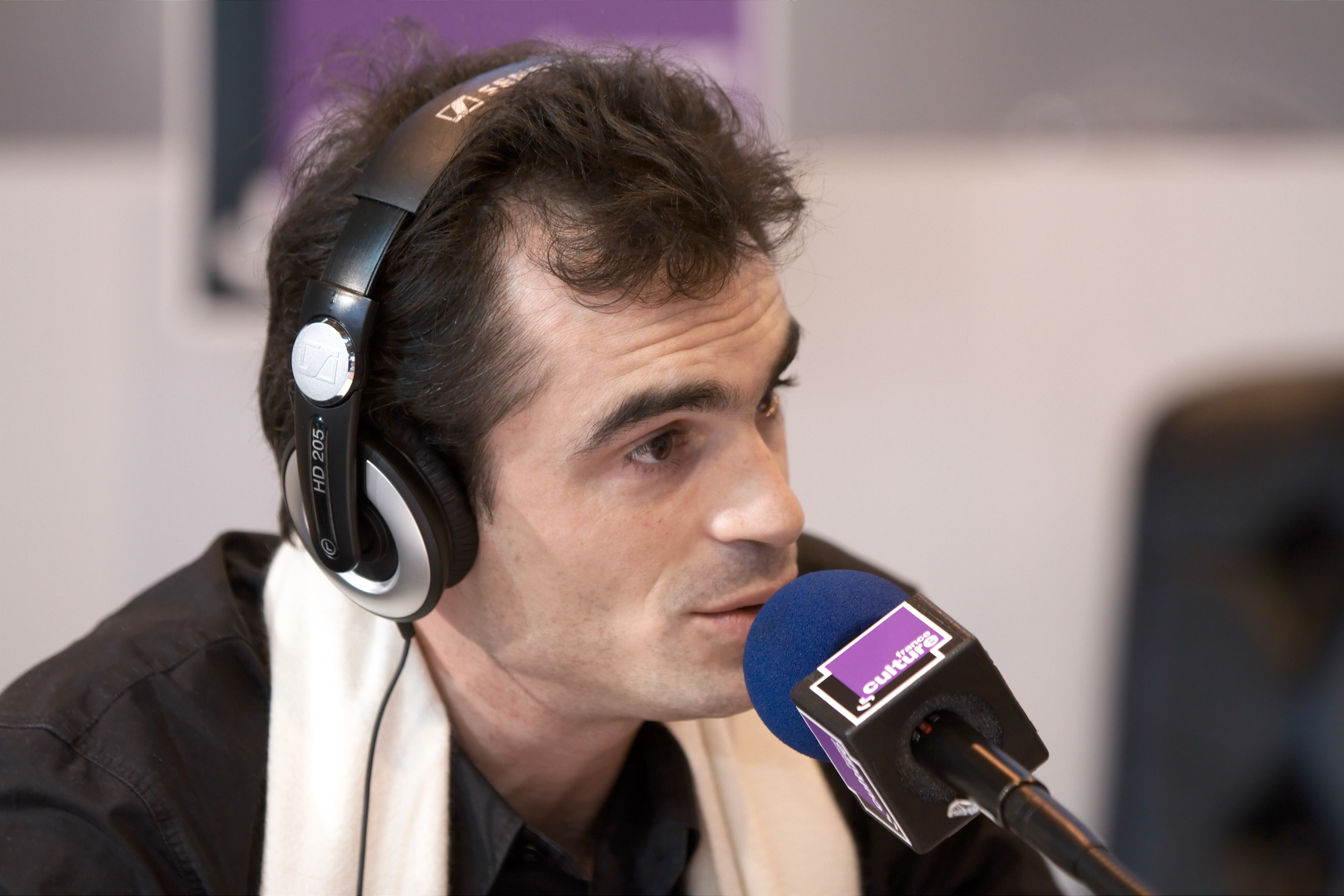
Raphaël Enthoven.
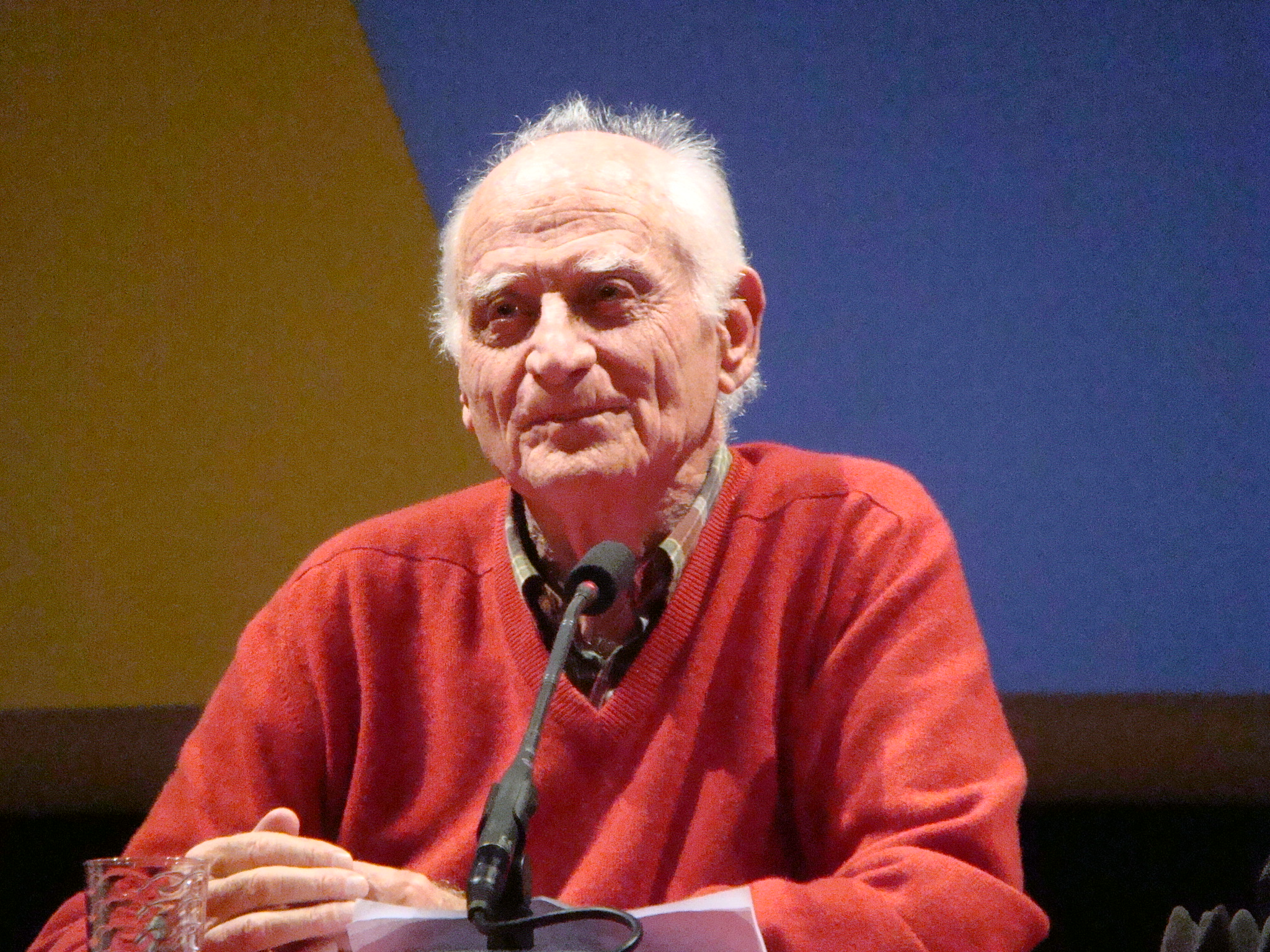
Michel Serres.

#### Le dérèglement du langage, entre brouillage de l'intrigue et moteur de la narration
Les Bijoux de la Castafiore est un album où « bien au-delà des insultes de Haddock ou du charabia des Dupondt, tout n'est que lapsus et quiproquos ». Le langage se dérègle et participe du brouillage de l'intrigue au même titre que les erreurs téléphoniques, les pannes et les fausses pistes qui se succèdent. Habitués des lapsus, les policiers Dupond et Dupont sont particulièrement en verve dans cet album : onze lapsus sont recensés pour Dupond et sept pour Dupont, quand leur nombre était compris entre un et quatre dans les aventures précédentes. La Castafiore n'est pas en reste : comme lors de ses précédentes interventions, elle se montre incapable de retenir le nom du capitaine, qu'elle nomme tour à tour Bartock, Kappock, Koddack, Mastock, Kosack, Hammock, Kolback, Karbock, Karnack, Hoklock, Kornack, Balzack, Hablock, Maggock, Medock et enfin Kapstock. Elle en fait de même avec Séraphin Lampion, qu'elle nomme d'abord Lanterne, puis Lampadaire ou encore Lampiste. Finalement, seul Tintin est épargné puisque dans un moment de colère, elle nomme le professeur Tournesol Tournedos et Norbert le domestique, en lieu et place de Nestor. Devant ce dernier d'ailleurs, plus tôt dans l'album, elle montre son inculture en nommant « Henri XV » le style Louis XIII quand elle veut vanter la décoration de sa chambre. À leur tour, les journalistes de Paris-Flash multiplient les erreurs dans leur court reportage, évoquant notamment le château de « Moulinserre » et « l'amiral en retraite Hadok ».
Raphaël Enthoven considère que le dérèglement du langage contribue à la désarticulation du temps et donc au chaos qui règne dans le récit, à travers les répétitions dont il identifie trois formes. D'une part, le perroquet Coco, toujours à contretemps, ne fait que répéter ce qu'il entend, c'est « un porte-parole dont la parole, n'étant qu'un écho, arrive toujours trop tard ». D'autre part, la Castafiore, emphatique, s'exprime parfois par tautologies, entre autres « Paris-Flash, c'est quand même Paris-Flash », comme pour augmenter les choses en les répétant. Enfin, le fameux « Je dirais même plus… » des Dupondt les rapproche du psittacisme de Coco, bien qu'ils n'ajoutent jamais rien en annonçant dire plus. Ainsi, « entre la cantatrice qui augmente ce qu'elle redit, le perroquet qui répète à contretemps et les détectives qui croient ajouter quelque chose en redisant ce qui est, la boucle du temps est définitivement disloquée ».

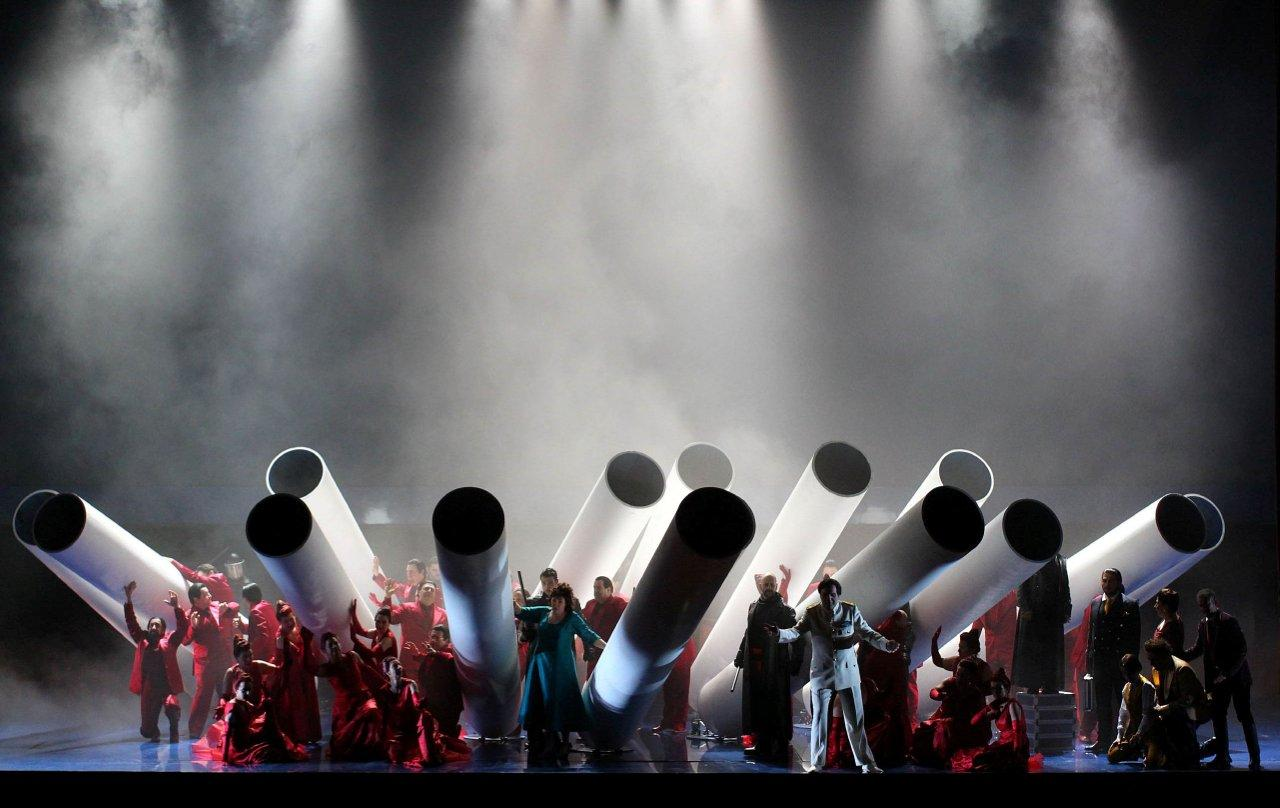
Une représentation de La Gazza ladra en 2012.

Toutefois, Benoît Peeters constate que le langage n'est pas seulement mis à mal dans l'album, il sert également de révélateur par le biais de la traduction : « C'est parce qu'il sait lire « la pie voleuse » sous le titre [en italien] de l'opéra La Gazza ladra que Tintin peut retrouver l'émeraude de la cantatrice. Et c'est parce qu'il a identifié « Blanche Chaste Fleur » sous Bianca Castafiore que Tournesol, jardinier amoureux, a pu créer une nouvelle variété de roses ».
De même, le malentendu entre parfois au service de la narration, à la manière du quiproquo entre les journalistes de Paris-Flash et le professeur Tournesol, à qui ils s'adressent pour confirmer leurs soupçons quant à l'existence d'un projet de mariage entre le capitaine et la Castafiore. De son côté, le professeur est convaincu que si des journalistes s'adressent à lui, c'est parce que le capitaine a trahi le secret de la rose qu'il vient de faire naître en hommage à la cantatrice. Le quiproquo, renforcé par la surdité du professeur, est parfait, et Tournesol dit exactement aux journalistes ce qu'ils ont besoin d'entendre. Pour Raphaël Enthoven, ces « deux narrations qui n'auraient jamais dû se croiser s'accordent miraculeusement ».

#### L'humour omniprésent

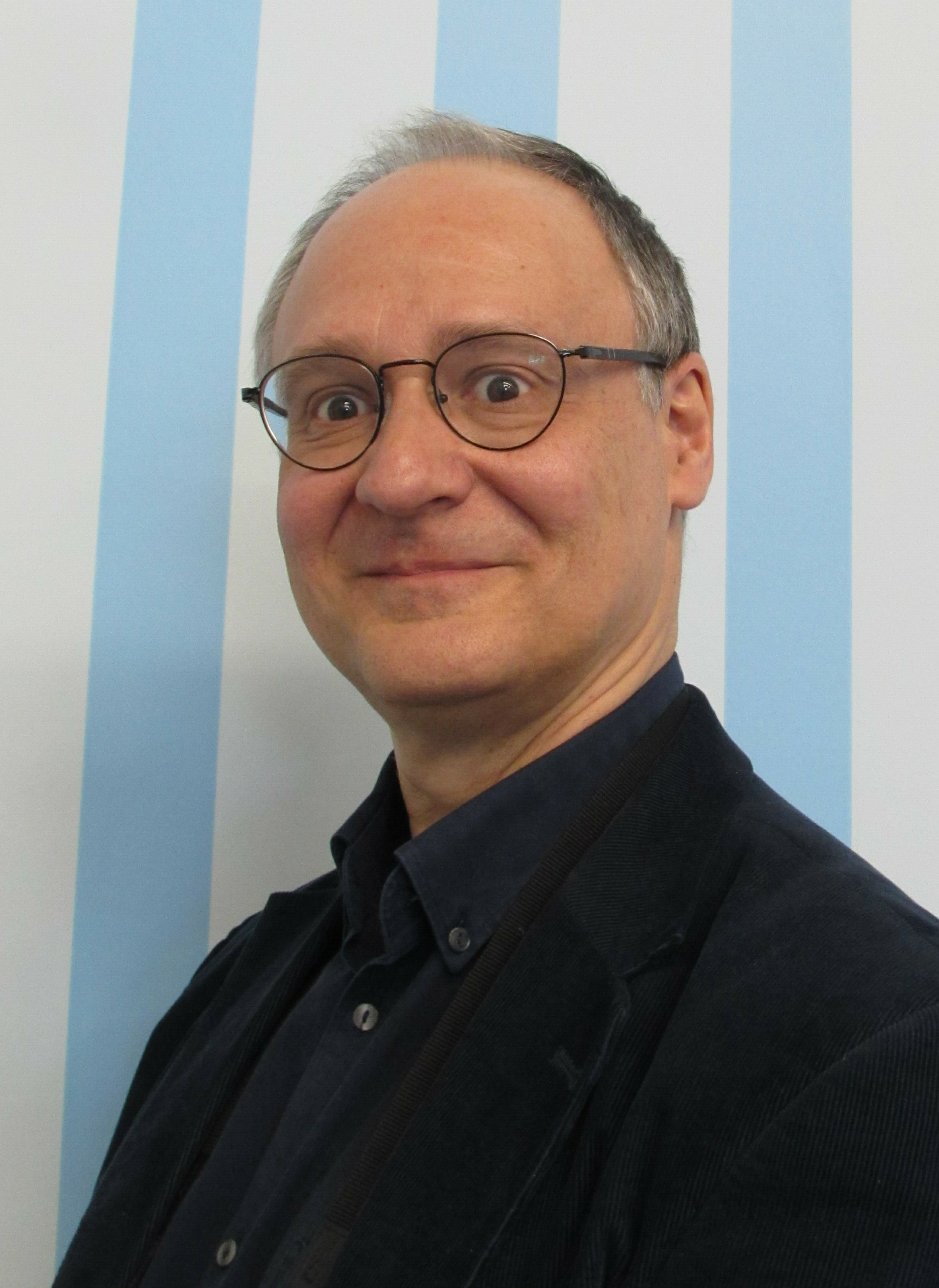
Thierry Groensteen salue la puissance comique de cet album.

Le critique Thierry Groensteen définit Les Bijoux de la Castafiore comme le « sommet insurpassable du comique hergéen ». Dans cet album, le dessinateur use abondamment des différents ressorts humoristiques de sa palette, en premier lieu le langage, qui contribue autant que le dessin à définir et caractériser chacun des personnages. Ainsi les Dupondt produisent un nombre de lapsus encore plus important que dans les autres aventures, tandis que la Castafiore se montre incapable de prononcer correctement le nom du capitaine Haddock. Ce dernier point s'apparente au procédé du comique de répétition, dans la mesure où ce trait de caractère de la Castafiore est présent dès sa première rencontre avec le capitaine, dans L'Affaire Tournesol, et se poursuit dans Coke en stock.
Mais l'album regorge de nombreux autres running gags que l'on retrouve au fil des albums, comme le gag de la boucherie Sanzot, sur laquelle le capitaine tombe à chaque fois qu'il veut joindre quelqu'un par téléphone, en l'occurrence le marbrier. De même, les Dupondt témoignent de leur maladresse légendaire et ne cessent de se blesser. À titre d'exemple, quand ils évitent la chute d'une branche, c'est pour courir vers une catastrophe plus grande puisque les deux policiers se cognent chacun contre un tronc d'arbre. Par ailleurs, Hergé trouve une nouvelle occasion de railler leur bêtise et leur manque de culture : à leur arrivée tardive au château, le capitaine leur déclare : « Est-ce que par hasard, vous n'auriez pas fait votre service militaire aux carabiniers d'Offenbach ? », les Dupondt ne saisissent pas la référence aux carabiniers toujours en retard des Brigands, l'opéra bouffe de Jacques Offenbach, et lui répondent : « Aux carabiniers ? Non, au Génie. » Pierre Sterckx estime que cette chute est d'autant plus drôle que le génie n'appartient en aucune façon au caractère des deux policiers.

### Thèmes abordés et interprétations

#### La sociabilité en question

Le philosophe Arthur Schopenhauer développe le concept de bonne distance entre les individus.

Benoît Peeters explique que le mode de cohabitation qui s'est établi à Moulinsart entre Tintin, le capitaine Haddock et le professeur Tournesol correspond à l'idée qu'Hergé se fait de la sociabilité, à savoir « la juste distance et le respect des territoires, une forme d'harmonie dans l'indépendance », une conception proche de celle développée par le philosophe allemand Arthur Schopenhauer dans Parerga et Paralipomena en 1851, qui illustre cette bonne distance par le dilemme du hérisson. Cette conception, que Peeters considère comme « aristocratique à bien des égards », est directement mise à mal dans l'album par la « féminité hystérique qu'incarne la cantatrice », qui « envahit tout l'espace du château par son chant et ses cris, comme par ces médias qu'elle prétend fuir et dont elle ne peut se passer ». Avec la Castafiore, c'est le bruit qui s'invite à Moulinsart, par son chant, les gammes de son pianiste, ses cris ou ceux du perroquet qu'elle offre en cadeau. Le quotidien des trois héros est bouleversé, comme cela avait été le cas dans la scène finale de L'Affaire Tournesol, trois albums plus tôt, quand Tintin et le capitaine, heureux de retrouver la tranquillité de Moulinsart, y avaient découvert l'installation de l'irritant Séraphin Lampion et de sa famille nombreuse. Comme le souligne le critique, s'ils ont affronté des dangers bien plus angoissants dans les aventures précédentes, les héros de la série apparaissent cette fois comme « anéantis ».

#### Tintin et Haddock contre la peur de l'étranger

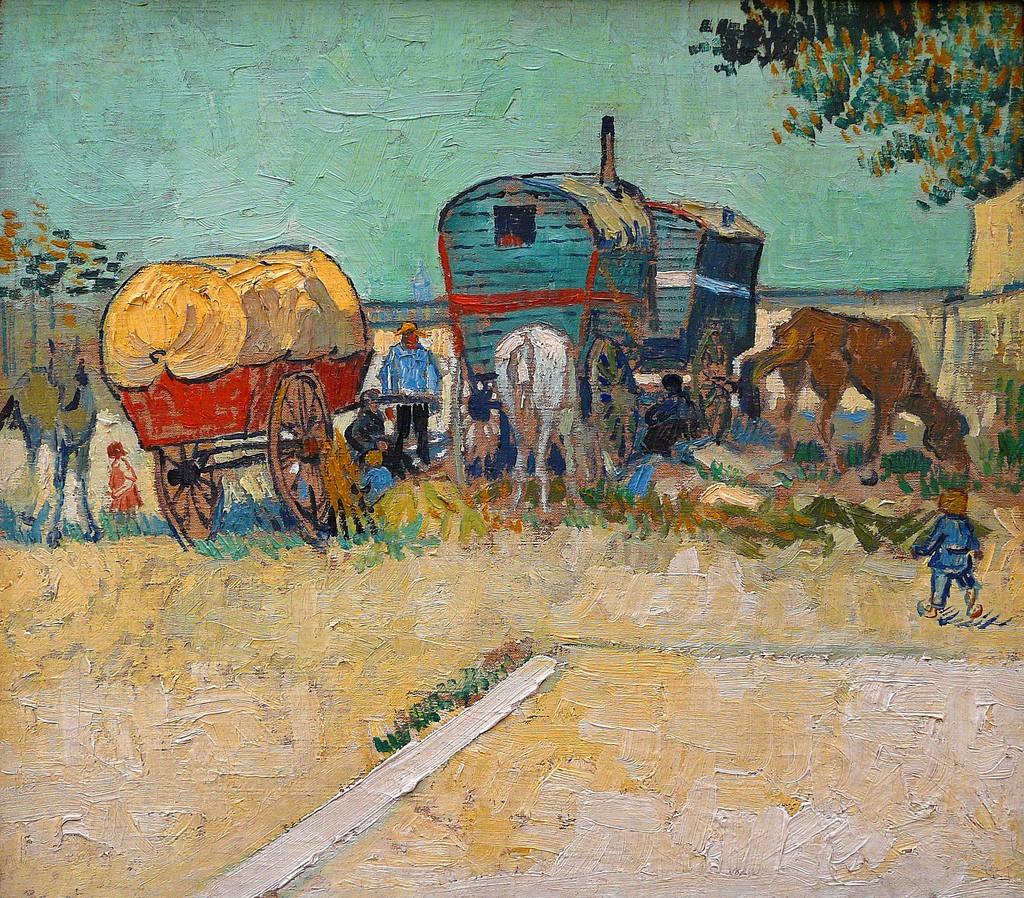
Les Roulottes, campement de Bohémiens aux environs d'Arles, peint par Vincent van Gogh en 1888.

L'une des qualités premières de l'album est de déconstruire l'ensemble des préjugés ethniques portés à l'encontre des Roms à cette époque. Alors que ceux-ci campaient, contre leur gré, dans un dépotoir, Haddock les invite à s'installer dans une belle pâture de son château malgré les avertissements répétés des autres personnages. C'est d'abord Nestor qui les qualifie de « vauriens, chapardeurs et compagnie », puis le capitaine de gendarmerie qui assure à Haddock que les romanichels ne lui apporteront que des ennuis, et enfin les Dupondt qui les accusent, sans preuve, du vol de l'émeraude. À travers la posture de Tintin, ému par la musique tzigane, et la générosité du capitaine, Hergé se montre très critique à l'égard de ces accusations infondées qui renvoient « à de vieilles traditions xénophobes ». Ainsi, l'historien Pascal Ory considère que ce sont les lecteurs qui sont renvoyés à leurs préjugés ethniques,.
En cela, Les Bijoux de la Castafiore témoigne de l'évolution du regard d'Hergé sur le monde. Lui-même accusé de racisme et d'antisémitisme pour des albums remplis de préjugés comme Tintin au Congo, Tintin en Amérique et L'Étoile mystérieuse, il se pose dans les dernières aventures comme un défenseur de l'ouverture.
Pour le philosophe Raphaël Enthoven, « du Lotus bleu (où il déconstruit les préjugés occidentaux sur les Chinois) aux Bijoux de la Castafiore (où il sauve les Roms de l'opprobre), en passant par Coke en stock ou Tintin au Tibet, peu d'auteurs ont autant œuvré contre le racisme ».

#### Une critique du journalisme
Dans la première aventure de la série, Tintin au pays des Soviets, Hergé présente son héros comme un des meilleurs reporters du Petit Vingtième. Si Tintin abandonne peu à peu son métier de reporter, la presse écrite joue un rôle important du point de vue de la narration par le biais des articles de journaux qu'Hergé intègre dans ses dessins. Mais son regard sur la profession évolue tout au long de sa carrière, et comme l'explique Frédéric Soumois, « le journaliste, à ses yeux, n'est plus tant un professionnel de la recherche des clés du monde qu'un enfonceur de portes ouvertes, aux questions redondantes sinon inintéressantes ».
De ce point de vue, Les Bijoux de la Castafiore apparaît comme une critique cinglante à l'égard des journalistes, incarnés en premier lieu par les personnages de Jean-Loup de la Batellerie et Walter Rizotto. À la recherche d'une information exclusive, les représentants de la presse people — « presse à sensation », à l'époque — ont l'intuition d'un projet de mariage entre le capitaine et la Castafiore et dès lors, n'ont d'autre intention que de vérifier ce scoop. C'est en interrogeant le professeur Tournesol qu'ils pensent en avoir la confirmation, au terme d'une planche qui devient une « anthologie de journalisme approximatif », selon l'expression de Frédéric Soumois. En évoquant dans leur article « Ghand, joyau des Ardennes belges, célèbre dans le monde entier pour ses champs de tulipes », ils commettent ainsi trois erreurs : la première est orthographique, en ajoutant un « h » dans le toponyme Gand, la deuxième est géographique en situant la ville dans les Ardennes belges et non en Flandre, la troisième est d'ordre botanique puisque ce sont les Pays-Bas qui sont renommés pour la culture de la tulipe et non la Belgique.
Finalement, c'est le portrait volé par le paparazzi du Tempo di Roma qui, bien que provoquant la colère de la cantatrice, est le plus proche de la vérité, comme l'indique le capitaine qui le juge « ressemblant ».

#### L'entrée de Tintin dans l'ère médiatique

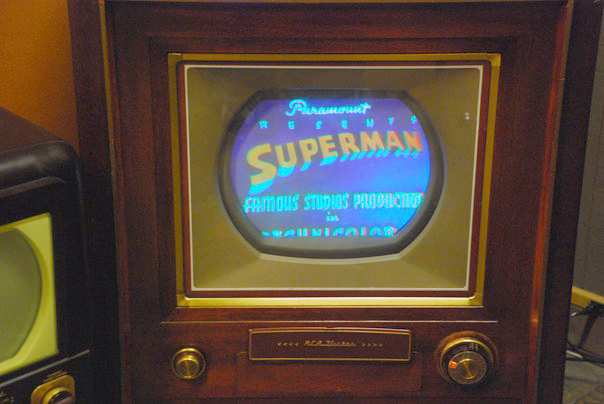
Hergé anticipe l'arrivée de la télévision couleur en Europe.

Eudes Girard souligne qu'au moment où Hergé écrit Les Bijoux de la Castafiore, « les sociétés occidentales sont entrées dans un monde où les phénomènes médiatiques deviennent prédominants ». Les ventes de téléviseurs et de postes de radio augmentent très fortement de la fin des années 1950 au début des années 1960. Hergé s'inspire directement de cet engouement pour les nouvelles technologies en faisant intervenir toutes les formes de moyens de communication dans son album, c'est-à-dire la radio et la télévision, mais aussi la presse écrite, le téléphone et le télégramme.
La télévision occupe même une place centrale dans Les Bijoux de la Castafiore : dans un premier temps, le château de Moulinsart accueille le tournage d'une émission télévisée consacrée à la cantatrice, puis le professeur Tournesol convie ses amis aux essais, certes peu concluants, de son « Supercolor-Tryphonar », un modèle d'appareil qui annonce l'arrivée de la télévision couleur en France en 1967. Enfin, Eudes Girard voit dans cet album une mise en scène du concept de village global, qui sera plus tard développé par Marshall McLuhan à travers les télégrammes que le capitaine Haddock reçoit du monde entier pour le féliciter de son prétendu mariage avec la Castafiore.
Selon Jean Rime, la mise en scène de ces différents médias permet à Hergé de « dénoncer l'artifice de l'illusion référentielle tout en s'y infiltrant incognito et en la parasitant ». Le dessinateur reconnaît l'utilisation de ce procédé dans la couverture qui montre Tintin invitant le lecteur au silence pour écouter la cantatrice : « à travers Tintin, c’est moi qui m’adresse au lecteur et qui lui dis : “Vous allez voir la comédie… Chut ! Et maintenant, place au théâtre !” » Hergé montre donc non seulement l'univers fictionnel, avec la Castafiore qui chante, mais aussi la mise en scène de cette représentation. Par ailleurs Jean Rime constate une évolution dans le rôle qu'Hergé attribue aux médias : tandis que dans les premiers albums, les différentes coupures de presse ou les émissions radiophoniques avaient pour but de créer un effet de réel, leur multiplication dans Les Bijoux de la Castafiore montre une certaine méfiance de la part du dessinateur quant à leur place grandissante dans la société : « Hergé prend apparemment acte d’une dépossession de son monopole énonciatif, mais en l’enfouissant à l’intérieur de son œuvre, il s’en rend maître et il la manipule, signalant par là qu’il est la seule instance légitime de la médiation, et même qu’il peut choisir, par jeu, de brouiller la communication en faisant intervenir des points de vue divergents ».

#### Les ratés de la communication
Eudes Girard voit dans l'escalier à la marche brisée une allégorie des ratés du langage et de la communication : si le langage relie deux êtres, l'escalier relie deux étages et quand la marche brisée fait chuter les personnages, « c'est comme si le lien à l'autre que l'on voulait établir se trouvait coupé ou distendu à la suite de l'échec de notre message ». Dans Les Bijoux de la Castafiore, les multiples quiproquos, malentendus et faux numéros mettent en lumière toutes les formes possibles d'échecs de la communication entre les individus. Tout d'abord, l'incompréhension règne entre le capitaine Haddock et les romanichels car chacun prête à l'autre des intentions ou des capacités qu'il n'a pas : Haddock n'a pas conscience que les romanichels n'ont pas les moyens de s'installer ailleurs ou de consulter un médecin, tandis que l'un des romanichels est convaincu que le capitaine les méprise. De fait, la communication est faussée. Les autres exemples de dysfonctionnement communicationnel sont nombreux : les erreurs sur le destinataire du message, comme quand le capitaine tombe sur la boucherie Sanzot en voulant appeler le marbrier, les dialogues téléphoniques interrompus, ou bien encore les malentendus quand les interlocuteurs ne partagent pas le même sujet de discussion, à l'image du quiproquo entre les journalistes de Paris-Flash et le professeur Tournesol.

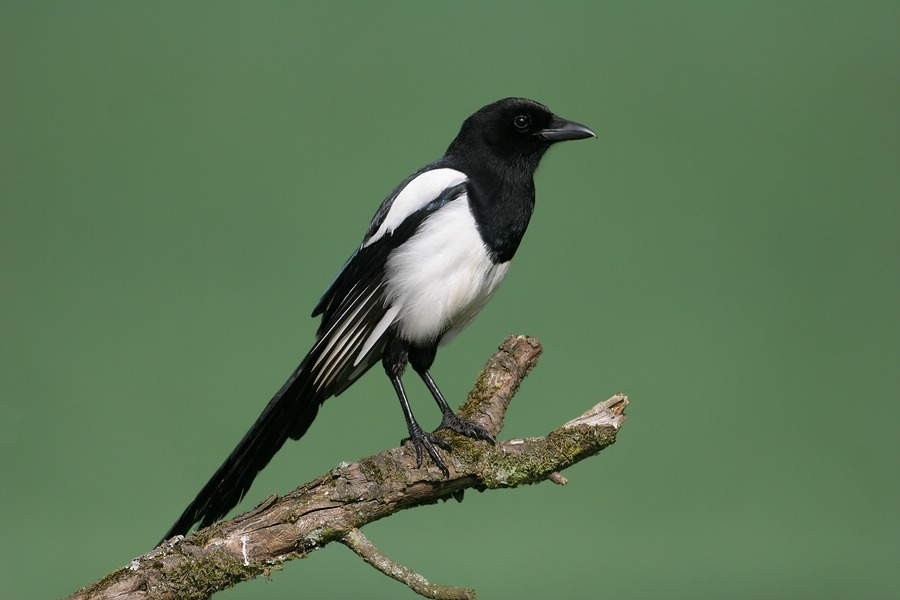
La pie symbolise la parole futile.

Sur un autre plan, les trois oiseaux représentés dans l'album peuvent être vus comme autant d'allégories du langage : tandis que le perroquet incarne la parole répétitive, la pie symbolise la parole futile, vaine et sans objet, et le hibou, animal nocturne, représente une parole qui apparaît quand les autres dorment et n'entendent rien.
Enfin, Eudes Girard considère que la Castafiore incarne la communication sous toutes ses formes par son statut de cantatrice et son surnom de « rossignol milanais ». C'est notamment le seul personnage qui ne tombe pas dans l'escalier. En 1970, le philosophe Michel Serres considère donc que le vol de ses bijoux est avant tout une allégorie du vol de la parole : la perte de ses bijoux provoque l'évanouissement de la cantatrice qui ne peut plus s'exprimer.

#### L'illusion du réel
Les Bijoux de la Castafiore interroge le lecteur sur la perception du réel et sa remise en cause dans la mesure où tous les éléments de l'intrigue ne sont que des illusions. Les Tziganes qui sont accusés du vol de l'émeraude jouent un rôle mineur dans cet album. Le pianiste Wagner semble répéter ses gammes à longueur de journée mais il s'agit en fait d'un enregistrement pour qu'il puisse s'adonner à sa passion pour les courses hippiques. De même, aucun monstre ne marche dans le grenier au-dessus de la chambre de la Castafiore puisqu'il s'agit d'un hibou, la romance qui semble naître entre elle et le capitaine n'en est pas une, et le photographe qui profite de la présence d'une équipe de télévision pour s'introduire au château n'est pas un voleur de bijoux mais un paparazzi. Ainsi, les soupçons qui s'immiscent au cœur du récit ne sont qu'une série de chausse-trapes destinées à dérouter le lecteur pour le conduire vers une mise en question du réel tel qu'il le perçoit.
À l'inverse, la pie est présente dès la première case de l'album avant de disparaître totalement de l'intrigue, alors que c'est bien elle la responsable du vol de l'émeraude, en définitive. Eudes Girard résume ce jeu d'Hergé en une formule : « tout ce qui apparaît n'est pas et tout ce qui est n'apparaît pas ».
Par ailleurs, le philosophe Raphaël Enthoven considère le marbrier Boullu comme une figure de « l'insaisissable instant ». Dès le début de l'album, le capitaine attend qu'il vienne réparer la marche cassée de l'escalier, mais il n'arrive jamais. Quand, à la fin de l'aventure, la marche est enfin réparée, le lecteur ne l'a pas vu faire. Boullu peut donc apparaître comme « une métaphore du présent », c'est-à-dire de « l'instant présent dont la possession nous échappe et dont nous oublions de jouir à force de l'espérer ».

#### Haddock et la Castafiore, une relation ambiguë
Le capitaine se montre constamment irrité par la présence de la Castafiore et par le désordre sonore qui l'accompagne. C'est avant tout, selon Cristina Alvares, professeur de littérature, le symptôme d'une pulsion sexuelle refoulée : « Haddock passe son temps à éviter cette femme, à fuir sa jouissance, à chercher la solitude et le silence. Les nerfs sont la barrière contre le pouvoir dévastateur de la voix de sirène, bref, contre la pulsion sexuelle, l'affect par excellence. Mais tout en faisant barrière, les nerfs signalent aussi la vulnérabilité, le désarroi, l’impuissance face à la femme dont la puissance vocale toxique confronte le capitaine à sa propre dépendance d’une autre toxicité, celle de l'alcool, à laquelle il est très vulnérable. […] La Castafiore est l’objet qui mobilise et absorbe toutes les pulsions de Haddock, elle est bien une figure de ce que Jacques Lacan, dans le Séminaire VII, appelle la Chose : un noyau dur de jouissance massive et insupportable dont le sujet se défend pour que la pulsion ne décroche pas du principe du plaisir ».
Dès la première rencontre physique entre le capitaine et Bianca Castafiore, dans L'Affaire Tournesol, apparaissent des messages érotiques cachés. Pour le critique Nicolas Rouvière, c'est d'autant plus vrai dans Les Bijoux de la Castafiore.
Cette aventure est d'autant plus troublante qu'elle comporte plusieurs scènes qui renforcent l'ambiguïté entre les deux personnages. Le sémiologue Pierre Fresnault-Deruelle croit déceler un signe de la sexualité refoulée de la cantatrice dès son arrivée au château. Alors que le capitaine se méfie du perroquet qu'elle vient de lui offrir, la Castafiore s'exclame : « Caressez-le, Capitaine, n'ayez pas peur : il ne ferait pas de mal à une mouche ». La ressemblance physique entre le perroquet et la cantatrice, de par la forme de leur nez, conduit le sémiologue à lire dans ces propos une invitation érotique adressée au capitaine. Plus tard, dans le jardin du château, quand la Castafiore tend une rose au capitaine pour lui en faire sentir le parfum, une guêpe cachée dans la fleur pique le nez de Haddock, qui devient aussitôt pourpre et turgescent. L'historien Thierry Wanegffelen considère que cette scène « repose sur l'assimilation courante du nez au sexe masculin, particulièrement limpide dans l'image de la Castafiore retirant l'aiguillon de l'appendice du capitaine avec la délicatesse d'une caresse, puis le couvrant de pétales de rose froissés qui, par métonymie, ne peuvent, vu la signification de son nom en italien, que renvoyer à elle-même ». Il ajoute que « le passage du blanc du prénom au rouge des pétales pourrait même exprimer une défloration, au sens strict du terme ».
Plus tôt dans l'album, le cauchemar du capitaine révèle son trouble. Il s'imagine assis au premier rang d'un théâtre, assistant au récital d'un perroquet portant la robe de la Castafiore et interprétant son fameux Air des bijoux. Entièrement nu au milieu de perroquets en smoking et au regard réprobateur, le capitaine est rouge de confusion. Pour Nicolas Rouvière, son visage rouge peut alors symboliser la honte de l'érection. Le romancier et essayiste Jean-Marie Apostolidès estime que le regard des perroquets condamne l'indécence du capitaine à paraître nu en pareille situation. Les volatiles, tels des juges, lui montrent que tout désir sexuel doit être réprimé. Il remarque également que le lit du capitaine est dessiné de telle manière qu'il figure aux côtés de la cantatrice et interprète cette mise en scène comme une nuit de noces en même temps qu'une castration du mâle par le cri terrifiant de la cantatrice. La féminité castratrice est incarnée par le perroquet qui avait auparavant mordu le doigt du capitaine. Ainsi, pour Jean-Marie Apostolidès, le cauchemar traduit l'angoisse profonde du capitaine : la cantatrice se change en castratrice, une « femme interdite parce qu'elle est réservée au père ou à l'ancêtre ».

#### Hergé, ou le poids du secret familial

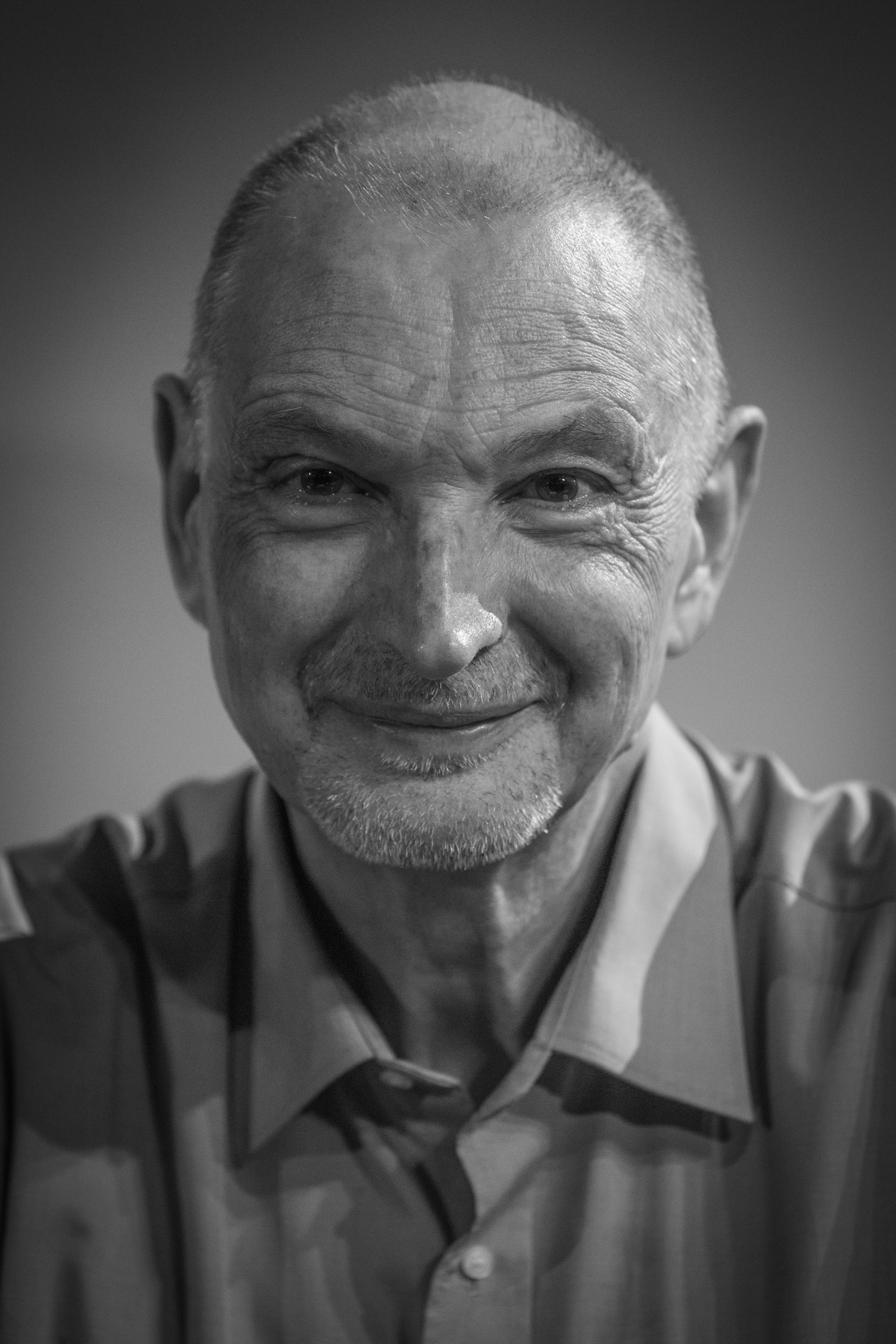
Serge Tisseron en 2014.

Selon Eudes Girard, le thème de l'échec de toute communication pourrait trouver son origine dans l'enfance d'Hergé, qui « s'épanouit au sein d'une famille d'employés assez terne où la communication et la transmission de valeurs est réduite à sa plus simple expression ». C'est donc ce besoin de communication inassouvi qui transparaîtrait, de manière inconsciente, dans cet album.
Le psychanalyste Serge Tisseron estime d'ailleurs que les origines familiales d'Hergé, et plus particulièrement le secret autour de la figure de son grand-père dont il n'a jamais connu le nom, pourrait expliquer l'incapacité de la Castafiore à nommer correctement le capitaine, dévoilant ici une problématique de l'identité que l'on retrouve également dans d'autres albums.
Pour le psychanalyste, l'album est « hanté par les signifiants et les représentations attachés à l’ancêtre ». Il développe également l'idée que le jeu constant des bijoux qui disparaissent et que l'on retrouve est une sorte d'allégorie du jeu de l'objet que l'on fait apparaître et disparaître devant un bébé et qui « constitue un apprentissage du processus de séparation et la fin du mode fusionnel qui relie, dans un premier temps, l'enfant au monde à travers sa mère ». En reprenant ce symbole, Hergé chercherait donc à se débarrasser de cette obsession récurrente du mystère de ses origines. L'attitude de la Castafiore qui continue de se produire sur scène malgré l'immense chagrin que lui cause la perte du plus beau de ses trésors s'apparente à un « deuil créateur », comme Les Bijoux de la Castafiore est un « ouvrage libérateur » pour Hergé.

### Place de l'album dans la série

#### La déconstruction de l'univers de Tintin

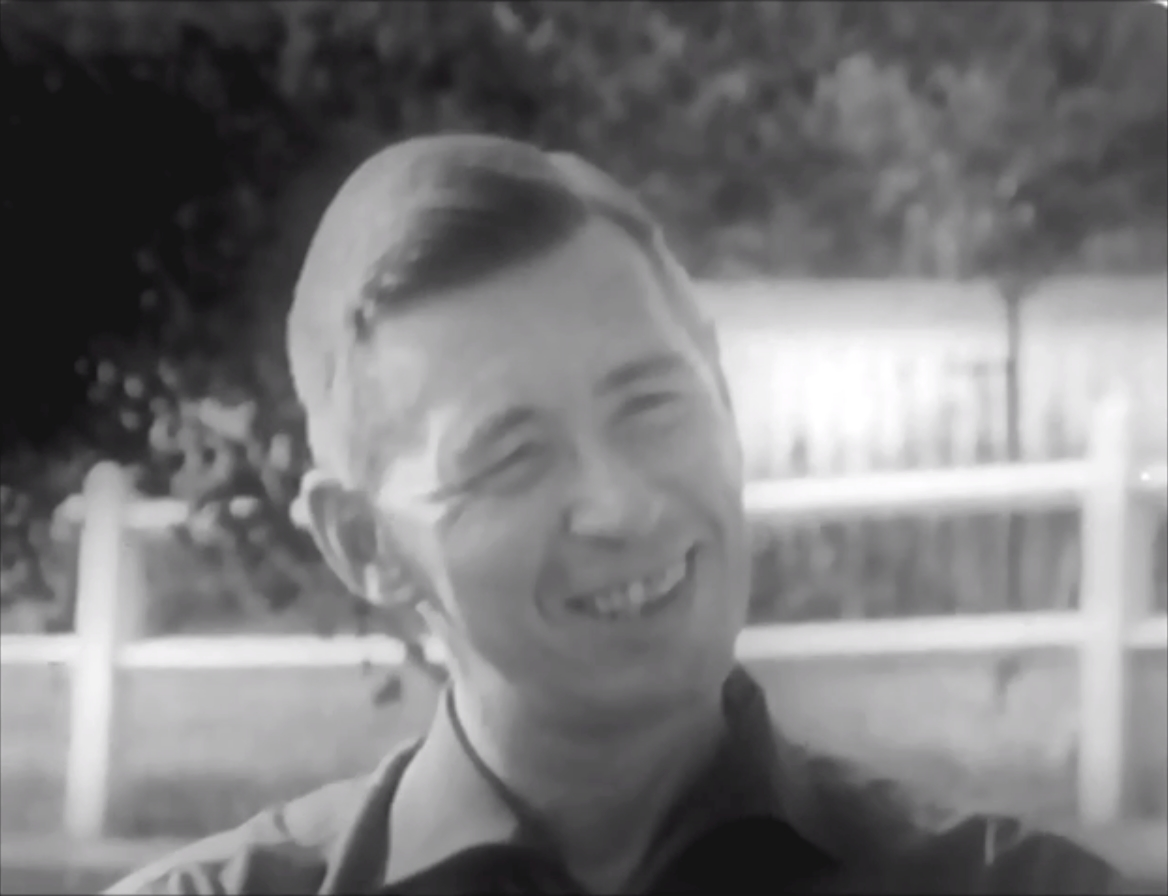
Hergé en 1962.

Benoît Peeters estime que Les Bijoux de la Castafiore est le dernier chef-d'œuvre d'Hergé, comme une sorte de « chant du cygne », rejoint en cela par Pierre Assouline qui considère les aventures suivantes comme des albums en trop qui n'apportent rien au génie du dessinateur. D'autres auteurs estiment qu'Hergé entame ici un processus de déconstruction de l'univers de papier bâti autour de Tintin. C'est le cas de Jean Rime, pour qui « l'aventure se nie » dans cet album, ou de Frédéric Soumois qui insiste sur la perversion des structures narratives. Pour autant, le dessinateur ne renonce que partiellement à certains codes de sa bande dessinée. À titre d'exemple, la présence des Tziganes, qui ne jouent qu'un faible rôle dans l'intrigue, ne s'explique que par la nécessité d'introduire l'exotisme dans le récit, qui demeure l'une des constantes du récit. Cependant, l'album fait exception car « ce n'est pas la famille de Tintin qui court le monde mais le monde qui accourt chez elle ».
Peeters explique cette évolution par le fait que « Tintin incarnait une forme de surmoi dont Hergé est en train de se libérer, et dont il va bientôt se détacher ». Il constate par ailleurs que cette « révolte » du dessinateur contre son héros s'effectue au moment où celui-ci décide de se séparer d'une épouse qu'il considérait de plus en plus comme une figure maternelle. L'ensemble de la série apparaît comme un « roman de désapprentissage » qui culmine dans cet album et le précédent. Dans Tintin au Tibet, le héros est allé au bout de lui-même, en proie au découragement, sur les montagnes himalayennes, tandis que dans Les Bijoux de la Castafiore, il est ému par les accords de guitare d'un musicien tzigane et effrayé par le cri d'une chouette : « Tintin s'arrache à la toute-puissance imaginaire de l'enfance pour atteindre une forme d'humanité ». Si les Aventures de Tintin se poursuivent au-delà de cet album, elles entrent dans une nouvelle phase où le héros évolue sans lien profond avec son créateur.
D'autre part, avec Les Bijoux de la Castafiore, l'aventure disparaît de l'univers de Tintin. Pour Eudes Girard, cela pourrait marquer un certain désenchantement d'Hergé par rapport à son personnage comme au monde qui l'entoure : « La société de confort technique qui se met en place au cours des Trente Glorieuses fait perdre aux nouvelles générations qui naîtront dans ces années 1960 le sens, le goût, et peut-être l’intérêt de l’histoire, puisqu’elles seront plus préoccupées par leur réussite matérielle et sociale que par l’exploration du monde. L’entrée dans l’ère de l’opulence […] transforme les citoyens en consommateurs et en téléspectateurs. De plus en plus désabusé, Hergé nous l’annonce. »
Pour le sémiologue Pierre Fresnault-Deruelle, cet album n'est finalement que le récit d'une vie quotidienne « sans cesse ramenée à ses médiocres proportions » : « les tracas de tous les jours […] deviennent ainsi la métonymie du bonheur, petits riens rassurants puisque nous savons les gens heureux sans histoire(s) ». Tintin est finalement « cloîtré à Moulinsart », comme le souligne l'universitaire Sylvain Bouyer, pour qui la « présence désœuvrée [du héros] conduit l'Aventure au fantasme ou au simulacre ». En outre, Pierre Fresnault-Deruelle considère Les Bijoux de la Castafiore comme le testament d'Hergé, le « parachèvement d'une œuvre » qui s'est réellement terminée avec Tintin au Tibet. Pour autant, cette aventure ne lui semble pas moins « admirable et secrètement désabusée », inaugurant l'entrée de Tintin dans « l'ère du soupçon ».

#### Renvois aux autres albums de la série
Plusieurs thèmes développés dans de précédentes aventures sont repris dans Les Bijoux de la Castafiore, notamment celui de l'adoption. Miarka, la petite rom que Tintin et le capitaine découvrent égarée en forêt, est directement inspirée de la « petite bohémienne aux peupliers hantés par les pies bavardes », la « fille à l'ourse » du roman éponyme de Jean Richepin publié en 1883. Ce personnage renvoie à d'autres figures identiques dans l'œuvre d'Hergé, comme Tchang dans Le Lotus bleu ou, plus tard, Zorrino dans Le Temple du Soleil, une figure d'« enfant des rues », selon le critique littéraire britannique Tom McCarthy, qui semble être un orphelin. Or, comme le souligne Pierre Sterckx, Tintin peut lui aussi être considéré comme « un orphelin à la recherche d'une famille d'adoption », et tous ces jeunes enfants finissent par bénéficier de ce qui pourrait se rapprocher d'une adoption : à la manière de Tchang qui s'installe dans la maison du vénérable Wang Jen-Ghié ou de Zorrino qui est accueilli parmi les Incas au Temple du Soleil, Miarka est rendue à sa famille qui est elle-même adoptée par le capitaine puisque ce dernier l'invite à s'installer dans le pâturage du château.
Ce thème, récurrent dans la série, pourrait entrer en résonance avec la vie d'Hergé. Bien que Tom McCarthy ne fasse pas explicitement un lien entre ce thème et un hypothétique désir d'adoption de la part du dessinateur, d'une part, ce dernier n'a alors pas d'enfant (et n'en aura jamais) et d'autre part, Pierre Assouline, dans la biographie qu'il lui consacre, pense pouvoir révéler que le dessinateur et sa femme d'alors, Germaine Kieckens, auraient entamé une démarche d'adoption à la fin des années 1940. Néanmoins, cette affirmation, qu'Assouline affirme tenir de Germaine avant qu'elle ne décède en 1995, est mise en doute dès 2002 par un autre biographe d'Hergé, Benoît Peeters puis niée de façon tranchée par les héritiers d'Hergé, ainsi que par ce même Benoît Peeters qui, en 2009, signe un communiqué commun avec Philippe Goddin en qualifiant l'hypothèse de Pierre Assouline de « sinistre racontar ». La stérilité d'Hergé est quant à elle avérée, et Pierre Assouline regrette le manque d'information ce sujet, car « ce serait […] une clef fort utile à tous ceux qui se passionnent pour les sources de cette œuvre qui part du monde de l'enfance pour y retourner ».

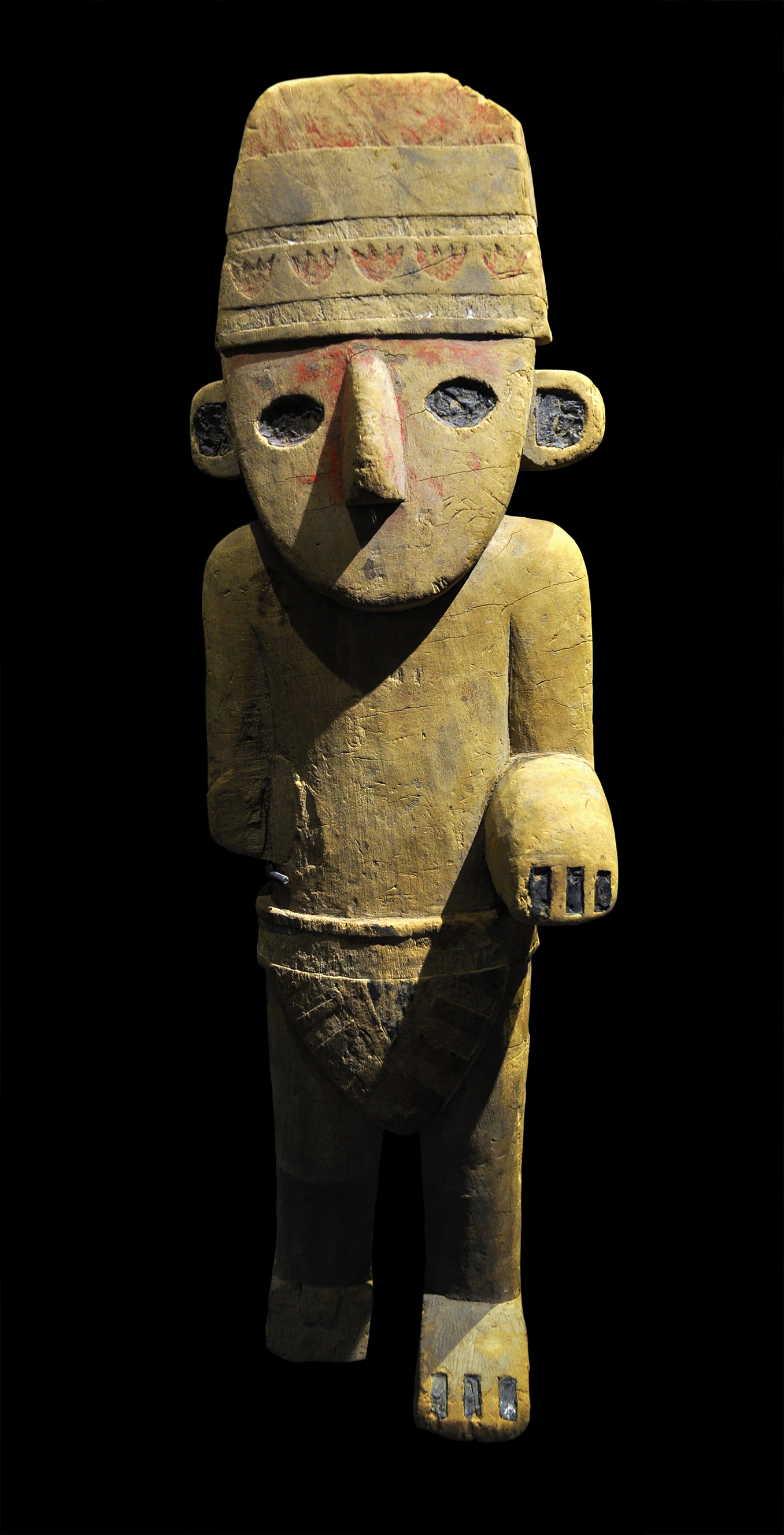
Le fétiche arumbaya, comme l'émeraude, s'apparente à un MacGuffin.

D'autres éléments du scénario renvoient à des thèmes ou des personnages développés précédemment. C'est le cas du perroquet facétieux qui, après avoir harcelé Milou dans Tintin au Congo, puis joué des tours aux deux bandits de L'Oreille cassée, vient cette fois perturber le quotidien du capitaine Haddock, ou bien de l'émeraude volée à la Castafiore qui rejoint la liste des nombreux MacGuffin de la série. Ce procédé, défini et utilisé abondamment par le cinéaste britannique Alfred Hitchcock, consiste à mettre en scène un objet qui sert de prétexte au développement du scénario. Souvent employé au cinéma, il est largement prisé par Hergé, à travers le fétiche arumbaya dans L'Oreille cassée, le sceptre dans Le Sceptre d'Ottokar, les trois maquettes du navire dans Le Secret de La Licorne, la boîte de crabe dans Le Crabe aux pinces d'or, ou encore le parapluie du professeur dans L'Affaire Tournesol,.
Alors que le paranormal est au centre de l'aventure précédente, Tintin au Tibet, il est moins présent cette fois mais n'en est pas tout à fait absent. Dans les premières pages de l'album, Hergé fait intervenir une voyante tzigane qui annonce au capitaine Haddock la visite de la Castafiore, sans la nommer, ainsi que le vol de ses bijoux. C'est la quatrième fois dans la série que le phénomène de voyance est évoqué, après le fakir des Cigares du pharaon, le prophète Philippulus de L'Étoile mystérieuse et la voyante madame Yamila dans Les Sept Boules de cristal. Comme dans l'album précédent, le capitaine Haddock apparaît comme un être rationnel car il refuse dans un premier temps que la voyante lui dise la bonne aventure, mais son scepticisme vacille dès que la celle-ci déclare voir un grand malheur dans le creux de sa main. Par ailleurs, le professeur Tournesol use une nouvelle fois de la radiesthésie pour tenter de localiser l'émeraude volée.

#### Rôle des femmes dans l'album et dans l'univers de Tintin
Bianca Castafiore est le seul personnage féminin qui occupe une place centrale dans un album de la série. Pierre Assouline explique que « l'univers de Tintin est si clairement organisé autour des amitiés viriles qu'une femme y semblerait déplacée », et qualifie d'ailleurs la Castafiore de personnage « grotesque ». D'après Benoît Peeters, cette faible représentation des femmes s'explique par le fait que Tintin paraisse dans des journaux majoritairement destinés aux jeunes garçons et étroitement surveillés par la censure.
Pour la philosophe Manon Garcia, la Castafiore incarne « ce qu'il y a d'insupportable, d'inaudible au sens littéral, pour les hommes, dans la voix et la parole des femmes ». Elle la distingue des autres personnages féminins de l'univers de Tintin car c'est « une femme indépendante, reconnue et respectée, qui n'a pas besoin des hommes et voyage partout dans le monde », mais tempère ce jugement dans la mesure où sa vulnérabilité, quand elle crie d'effroi la nuit ou s'inquiète du vol de ses bijoux, en fait une figure « typiquement féminine ». Au reste, la Castafiore « n'est pas un personnage auquel on veut s'identifier », et le portrait qu'en fait Hergé, plutôt à charge par ses tenues bourgeoises, sa mégalomanie et son inculture, témoigne d'une vision misogyne assez répandue dans la société des années 1960 : « La Castafiore, comme Beauvoir, incarne ce moment de bascule où les femmes n'ont plus besoin de se voir dans le reflet des yeux des hommes pour exister. Et il n'est pas sûr que Hergé, plus que ses contemporains, ne voie cela d'un très bon œil. » À ce titre, cette indépendance peut la rendre menaçante pour les hommes.
Par ailleurs, Pierre Fresnault-Deruelle voit dans le perroquet que la cantatrice offre au capitaine son alter ego. La ressemblance physique entre les deux personnages est frappante puisque le nez crochu de la Castafiore est comparable au bec du volatile. Le perroquet agit comme le miroir du texte de l'Air des bijoux si cher au répertoire de la cantatrice, et en associant celle-ci à son perroquet, Hergé semble plus rechercher l'assimilation que la mise en parallèle. Pierre Fresnault-Deruelle considère cette « superbe trouvaille comparatiste » à une « malicieuse charge, laide à faire rire ».
Enfin, Les Bijoux de la Castafiore est l'unique album des Aventures de Tintin à passer le test de Bechdel, c'est-à-dire à présenter deux personnages féminins identifiés, en l'occurrence la Castafiore et sa camériste Irma, qui parlent ensemble de quelque chose qui est sans rapport avec un homme, ce qui confirme la faible place laissée aux femmes dans la série.

### Style graphique

#### L'iconographie, complice du jeu de dupes
Si l'ensemble du scénario confère aux Bijoux de la Castafiore le caractère d'une « anti-aventure », le dessin en lui-même participe de ce jeu de dupes. Tout d'abord, la couverture de l'album se démarque de celles du reste de la série par le fait que Tintin brise le quatrième mur pour s'adresser directement au lecteur. Tourné vers lui, et donc dos à la scène montrant la Castafiore exécutant son récital devant les caméras de télévision, il place un doigt sur ses lèvres pour demander au lecteur d'être silencieux. Le héros crée en quelque sorte une certaine complicité avec lui en l'invitant à le suivre dans l'album pour découvrir les secrets qui se cachent derrière cette scène de tournage. Ce procédé ne se retrouve qu'à deux autres reprises dans l'ensemble de la série, d'abord à la fin du Sceptre d'Ottokar, quand Tintin adresse au lecteur un clin d'œil complice comme pour le rendre témoin de la bêtise des Dupondt, prêts à tomber à l'eau, puis à la fin du Secret de la Licorne, pour inviter le lecteur à découvrir la suite de l'histoire dans l'album suivant.
Comme à son habitude, Hergé agrémente son dessin d'une série de conventions graphiques « qui dessinent une véritable grammaire de la bande dessinée moderne ». Les onomatopées, dont Hergé fait une utilisation particulièrement riche dans cet album, contribuent à maintenir un rythme effréné. Il procède même parfois à une simplification extrême, comme à la planche 35, pendant la panne de courant au château : Hergé propose une case toute noire, traversée uniquement par des étoiles colorées et des onomatopées contenues dans des bulles elles aussi colorées,.
Certaines cases sont quant à elles plus élaborées et témoignent de la manière dont Hergé se plait à jouer avec son art. Le sémiologue Pierre Fresnault-Deruelle cite notamment une case de la onzième planche, dans laquelle Bianca Castafiore découvre la chambre qu'on lui a réservée. Un tableau figurant le portrait d'un cardinal trône face au lit à baldaquin dans lequel elle doit dormir. Outre le symbole d'un homme d'église veillant sur la « chaste-fleur », comme le révèle la traduction de son patronyme, cette image montre le jeu du dessinateur qui rapproche les images plates et/ou inertes (le tableau du cardinal) de ses propres créatures « vivantes » (les personnages). Si le lecteur est capable de distinguer « personnages présentés et personnages représentés », tous deux sont faits d'encre et de papier, ce qui laisse entrevoir un « léger flottement possible entre héros et figurines ». C'est ce que Pierre Fresnault-Deruelle appelle un contrepoint, c'est-à-dire « la capacité qu’a le dessinateur d’associer, sans accroc […] deux motifs autonomes capables de créer entre eux une ironie ».
Le sémiologue s'attarde sur une autre case dont la composition est savamment orchestrée. Dans la dixième case de la planche 14, la Castafiore indique à sa camériste l'endroit où elle veut cacher la clé du tiroir qui renferme ses précieux bijoux, tandis qu'à l'arrière-plan, son pianiste apparaît dans l'entrebâillement de la porte, l'œil en coin. À travers cette mise en scène, le dessinateur souhaite manifestement placer ce personnage sous le signe de l'espionnage et sous-entendre au lecteur l'annonce d'un futur développement. Il ne s'agit en réalité que d'une fausse piste puisque le pianiste sera mis hors de cause quand le joyau de la Castafiore aura bel et bien disparu.
Enfin, la deuxième case de la planche 34 montre la Castafiore en train de chanter pour les besoins d'une émission télévisée tournée à Moulinsart. L'action est donc transformée en spectacle, un type de cadrage « rassemblant portraitistes et portraiturés » déjà utilisé par Hergé dans Les Cigares du pharaon notamment, où Tintin assiste au tournage d'un film. Au centre de la composition apparaît le fétiche de bois qui figure l'ancêtre du capitaine et ce détail interpelle Pierre Fresnault-Deruelle : « La raideur interloquée du totem vaut ici pour la crispation du capitaine qui, hors champ, voue la chanteuse aux gémonies. La bouche grande ouverte, la statue crie silencieusement sa mauvaise humeur. Personne n’en a cure, hormis le lecteur qui entr’aperçoit qu’au-delà des protocoles, les mânes de Moulinsart ne sont guère favorables à la diva ».

#### De multiples entorses à la ligne claire
Dans cet album, plus que jamais, Hergé joue parfois avec son propre style. Il déroge à sa propre tradition au point de s'éloigner parfois des préceptes de la ligne claire. Dans la 40e planche, une série de vignettes montre Tintin observant les Tziganes rassemblés autour d'un feu, au clair de lune, l'un d'entre eux jouant de la guitare. Pour représenter les scènes nocturnes, le dessinateur se contente habituellement d'utiliser une tonalité générale plus foncée que le jour, transposant ainsi en bande dessinée le principe cinématographique de la nuit américaine. Or, dans ces vignettes, la lumière qui se dégage du foyer, rougeoyante, découpe les silhouettes ombrées des différents personnages. De fait, Pierre Fresnault-Deruelle juge cette séquence tout à fait impertinente au regard du reste de l'œuvre.
Par ailleurs, Hergé livre à la 50e planche la seule image floue de son œuvre. Les expériences du professeur Tournesol pour mettre au point un téléviseur en couleurs tournent au « massacre » des portraits des figurants et soumettent les habitants du château à une rude épreuve visuelle. De fait, ils sont présentés brouillés, conformément à leur vision supposée après cette projection.

## Adaptations

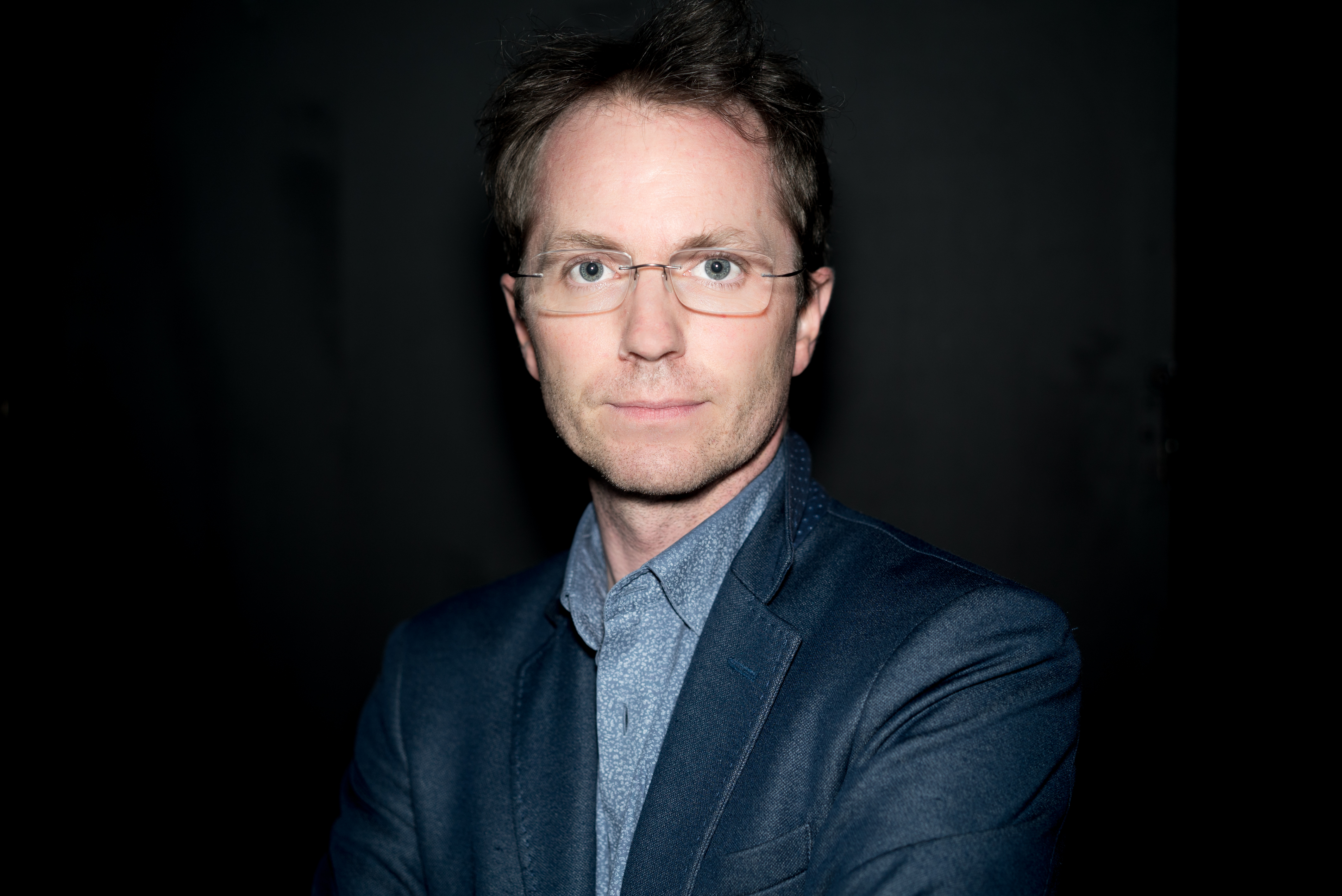
Jean Liermier incarne Tintin au théâtre à partir de 2001.

Entre 1959 et 1963, la radiodiffusion-télévision française présente un feuilleton radiophonique des Aventures de Tintin de près de 500 épisodes, produit par Nicole Strauss et Jacques Langeais et proposé à l'écoute sur la station France II-Régional. La diffusion des Bijoux de la Castafiore s'étale sur 34 épisodes d'une dizaine de minutes et débute le 21 octobre 1963 pour prendre fin le 18 décembre suivant. Réalisée par Bernard Latour, sur une musique d'André Popp, cette adaptation fait notamment intervenir Maurice Sarfati dans le rôle de Tintin, Jacques Hilling dans le rôle du capitaine Haddock ou encore Caroline Cler dans celui de Bianca Castafiore.
Les Bijoux de la Castafiore est adapté à la télévision dans la série animée de 1992, basée sur les Aventures de Tintin et produite en collaboration entre le studio français Ellipse et la société d'animation canadienne Nelvana, tous deux spécialisés dans les programmes pour la jeunesse. L'histoire est contée en deux épisodes de 20 minutes, les trente-quatrième et trente-cinquième de la série qui en compte trente-neuf. Cette adaptation, réalisée par Stéphane Bernasconi, est reconnue pour être « généralement fidèle » aux bandes dessinées originales, dans la mesure où l'animation s'appuie directement sur les planches originales d'Hergé.
Par ailleurs, l'album est adapté au théâtre Am Stram Gram de Genève en 2001. Mise en scène par Dominique Catton et Christiane Suter, il s'agit de la première adaptation théâtrale d'une aventure de Tintin. Le rôle de Tintin est interprété par Jean Liermier, tandis que Kathia Marquis joue la Castafiore et Jacques Michel le capitaine Haddock, au milieu d'une vingtaine de comédiens. Jouée pendant deux mois à Genève, la pièce est ensuite proposée à Monthey, Neuchâtel et Annecy, puis ailleurs en Suisse, en France et en Belgique, pour un total de 180 représentations entre 2001 et 2004. En 2011, pour les dix ans de la pièce, celle-ci est reprise au théâtre de Carouge, dont Jean Liermier est entre-temps devenu le directeur.

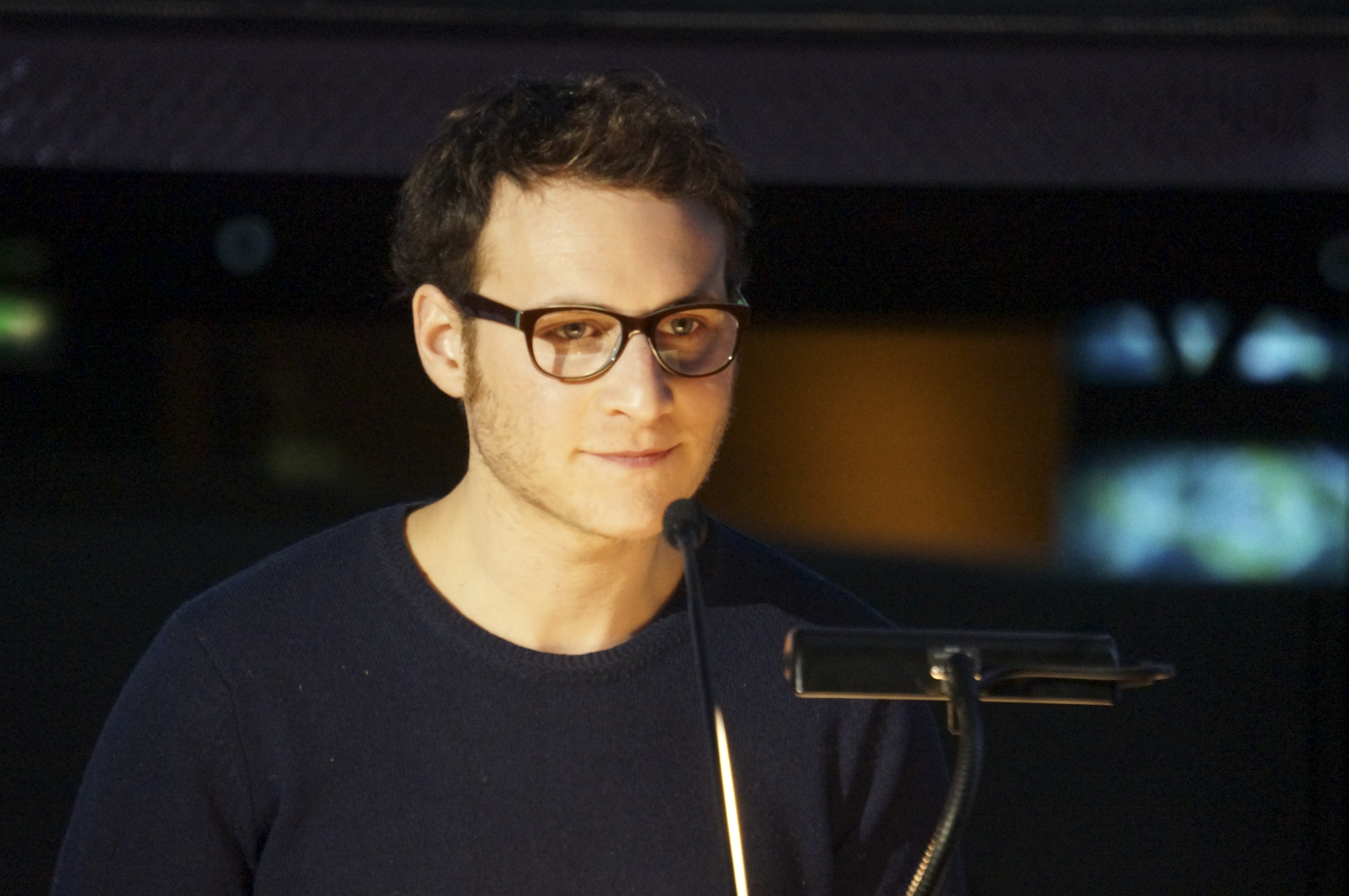
Noam Morgensztern interprète Tintin dans une adaptation radiophonique pour France Culture en 2020.

En 2015, l'association belge « Opéra pour Tous » propose un opéra inspiré de l'album dont elle donne huit représentations au château de La Hulpe, du 17 au 26 septembre. Les paroles, tirées du texte d'Hergé, sont mises en musiques sur des airs classiques d'opéras de Charles Gounod, Gioachino Rossini, Giuseppe Verdi ou encore Jacques Offenbach. La mise en scène est assurée par François de Carpentries. La soprano belge Hélène Bernardy prête sa voix au personnage de Bianca Castafiore, tandis que Tintin est interprété par Amani Picci, un jeune artiste de treize ans, et le capitaine Haddock par Michel de Warzée, qui n'a pas de partie chantée,.
En 2020, une nouvelle adaptation radiophonique est enregistrée puis diffusée du 26 au 30 octobre par France Culture, en coproduction avec la Comédie-Française et la société Moulinsart. L'adaptation en cinq épisodes est signée par Katell Guillou et réalisée par Benjamin Abitan sur une musique d'Olivier Daviaud, orchestrée par Didier Benetti pour l'Orchestre national de France. Le personnage de Tintin est interprété par Noam Morgensztern, le capitaine Haddock par Thierry Hancisse, le professeur Tournesol par Denis Podalydès et Bianca Castafiore par Sylvia Bergé.
La même année, le réalisateur français Patrice Leconte annonce un projet d'adaptation cinématographique de l'album, en partenariat avec le producteur Gilles Podesta,. Nick Rodwell, gestionnaire des droits d'Hergé, réfute pourtant tout projet français, une suite au film hollywoodien Le Secret de La Licorne de Steven Spielberg étant toujours à l'ordre du jour d'après lui.